# Barack Obama
Barack Hussein Obama II (/bəˈrɑːk huːˈseɪn oʊˈbɑːmə/ ⓘ bə-RAHK hoo-SAYN oh-BAH-mə; sinh ngày 4 tháng 8 năm 1961) là một chính trị gia, luật sư và tác giả người Mỹ, tổng thống thứ 44 của Hoa Kỳ từ năm 2009 đến năm 2017. Là thành viên của Đảng Dân chủ, Obama là tổng thống người Hoa Kỳ gốc Phi đầu tiên trong lịch sử Hoa Kỳ. Trước đây, ông từng là thượng nghị sĩ Hoa Kỳ đại diện cho Illinois từ năm 2005 đến năm 2008 và là thượng nghị sĩ bang Illinois từ năm 1997 đến năm 2004.
Obama sinh ra tại Honolulu, Hawaii. Sau khi tốt nghiệp Đại học Columbia vào năm 1983, ông làm việc như một người tổ chức nghiệp đoàn ở Chicago. Năm 1988, ông đăng ký theo học Trường Luật Harvard, nơi ông là chủ tịch da màu đầu tiên của Harvard Law Review. Sau khi tốt nghiệp, ông trở thành một luật sư dân quyền và là một học giả, giảng dạy luật hiến pháp tại Trường Luật của Đại học Chicago từ năm 1992 đến năm 2004. Chuyển hướng sang chính trị, ông là đại diện cho hạt 13 trong Thượng viện Illinois từ năm 1997 đến năm 2004, khi ông tranh cử vào Thượng viện Hoa Kỳ. Obama được sự chú ý của cả nước vào năm 2004 với chiến thắng sơ bộ tại Thượng viện trong tháng 3, bài phát biểu quan trọng của ông trước Hội nghị Quốc gia Dân chủ vào tháng 7 đã được đón nhận nồng nhiệt và thắng lợi vang dội của ông trong cuộc bầu cử Thượng viện vào tháng 11. Năm 2008, một năm sau khi bắt đầu chiến dịch tranh cử tổng thống và không lâu sau chiến dịch tranh cử nội bộ đối đầu với Hillary Clinton, ông trở thành ứng cử viên của Đảng Dân chủ. Obama giành chiến thắng trước ứng cử viên Đảng Cộng hòa John McCain trong cuộc tổng tuyển cử và nhậm chức cùng với người đồng tranh cử Joe Biden, vào ngày 20 tháng 1 năm 2009. Chín tháng sau, ông được vinh danh là người đoạt giải Nobel Hòa bình 2009, một quyết định thu hút nhiều lời tán dương và ý kiến trái chiều.
Obama đã ký ban hành nhiều dự luật mang tính bước ngoặt trong hai năm đầu cầm quyền. Những cải cách chính bao gồm: Đạo luật Chăm sóc Sức khỏe Hợp túi tiền (ACA hoặc "Obamacare"), mặc dù không có quyền lựa chọn bảo hiểm y tế công cộng; Đạo luật cải cách và bảo vệ người tiêu dùng trên phố Wall; và Đạo luật Không hỏi, Không kể bãi bỏ năm 2010. Đạo luật Phục hồi và Tái đầu tư của Hoa Kỳ cũng như Đạo luật Miễn thuế, Tái cấp phép bảo hiểm thất nghiệp và Tạo việc làm được coi là những yếu tố kích thích nền kinh tế giữa cuộc Đại suy thoái. Sau một cuộc tranh luận kéo dài về hạn nợ quốc gia, ông đã ký ban hành Đạo luật Kiểm soát Ngân sách và Đạo luật Trợ giúp Người nộp thuế của Hoa Kỳ. Trong chính sách đối ngoại, ông đã tăng cường quân số Hoa Kỳ ở Afghanistan, cắt giảm vũ khí hạt nhân với hiệp ước New START được ký kết giữa Hoa Kỳ–Nga và chấm dứt sự can thiệp quân sự vào Chiến tranh Iraq. Năm 2011, Obama ra lệnh thực hiện một cuộc tấn công bằng máy bay không người lái tiêu diệt Anwar al-Awlaki, một công dân Hoa Kỳ và bị tình nghi là thành viên của al-Qaeda, gây ra nhiều tranh cãi. Ông đã ra lệnh can thiệp quân sự vào Libya nhằm thực hiện Nghị quyết 1973 của Hội đồng Bảo an Liên Hợp Quốc, góp phần lật đổ Muammar Gaddafi. Ông còn ra lệnh cho một chiến dịch quân sự khác dẫn đến cái chết của Osama bin Laden.
Obama tái đắc cử sau khi đánh bại ứng cử viên Đảng Cộng hòa Mitt Romney, Obama tuyên thệ nhậm chức nhiệm kỳ thứ hai vào ngày 20 tháng 1 năm 2013. Trong nhiệm kỳ này, ông đã thúc đẩy sự hòa nhập đối với người Hoa Kỳ LGBT. Chính quyền của ông đã đệ trình các bản tóm tắt thôi thúc Tòa án Tối cao hủy bỏ các sắc lệnh cấm hôn nhân đồng giới (United States v. Windsor và Obergefell v. Hodges); hôn nhân đồng giới đã được hợp pháp hóa trên toàn quốc vào năm 2015 sau khi Tòa án ra phán quyết đối với Obergefell. Ông ủng hộ việc kiểm soát súng đạn nhằm phản ứng về vụ xả súng ở trường tiểu học Sandy Hook, thể hiện sự ủng hộ lệnh cấm vũ khí tấn công đồng thời ban hành các sắc lệnh hành pháp trên diện rộng liên quan đến vấn đề nóng lên toàn cầu và nhập cư. Về chính sách đối ngoại, ông đã ra lệnh tái can thiệp quân sự vào Iraq và Syria nhằm phản ứng lại với những lợi lộc mà ISIL đạt được sau khi Hoa Kỳ rút quân khỏi Iraq năm 2011, thúc đẩy các cuộc thảo luận dẫn đến Thỏa thuận chung Paris năm 2015 về biến đổi khí hậu toàn cầu, giám sát và lên tiếng xin lỗi về vụ không kích bệnh viện Kunduz, tiếp tục quá trình kết thúc các hoạt động quân sự của Hoa Kỳ ở Afghanistan vào năm 2016, bắt đầu các lệnh trừng phạt nhắm vào Nga sau cuộc xâm lược Ukraina và sự can thiệp vào cuộc bầu cử tổng thống năm 2016 của Hoa Kỳ, tham gia Kế hoạch hành động toàn diện chung với Iran và bình thường hóa quan hệ với Cuba. Obama đã đề cử ba thẩm phán cho Tòa án Tối cao: Sonia Sotomayor và Elena Kagan được đồng ý bổ nhiệm, trong khi Merrick Garland bị đa số đảng viên Cộng hòa ở Thượng viện từ chối tổ chức điều trần hoặc một cuộc bỏ phiếu phê chuẩn. Obama rời nhiệm sở vào ngày 20 tháng 1 năm 2017 và tiếp tục cư trú tại Washington, D.C.
Trong hai nhiệm kỳ tổng thống của Obama, uy tín của Hoa Kỳ trên trường quốc tế, cũng như nền kinh tế Hoa Kỳ, được cải thiện đáng kể. Nhiệm kỳ tổng thống của Obama thường được xem là tốt đẹp, và các đánh giá về nhiệm kỳ tổng thống của ông từ nhiều sử gia, nhà khoa học chính trị và công chúng đã xếp ông vào hàng ngũ những vị tổng thống Hoa Kỳ vĩ đại nhất. Kể từ khi rời nhiệm sở, Obama vẫn tích cực hoạt động trong các chính sách của đảng Dân chủ, bao gồm việc vận động cho các ứng cử viên trong cuộc bầu cử giữa nhiệm kỳ năm 2018, xuất hiện tại Hội nghị Quốc gia Dân chủ 2020 và vận động cho Biden trong cuộc bầu cử tổng thống năm 2020. Ngoài sự nghiệp chính trị, Obama đã cho xuất bản ba cuốn sách bán chạy nhất: Dreams from My Father (1995), The Audacity of Hope (2006) và A Promised Land (2020).

## Thiếu thời

Stanley Armor Dunham, Ann Dunham, Maya Soetoro và Barack Obama, (từ trái qua phải) vào giữa những năm 1970 ở Honolulu

Obama sinh ngày 4 tháng 8 năm 1961, tại Trung tâm Y tế Kapiolani ở Honolulu, Hawaii. Ông là tổng thống duy nhất sinh ra bên ngoài 48 tiểu bang lục địa. Mẹ của Obama, Stanley Ann Dunham, sinh tại Wichita, Kansas thuộc dòng dõi Anh. Cha của Obama, Barack Obama, Sr., là người bộ tộc Luo ở Nyan'oma Kogelo, Kenya. Bố mẹ Obama gặp nhau năm 1960 trong lớp học tiếng Nga ở Đại học Hawaii tại Mānoa; cha của Obama được cấp học bổng theo học tại đây. Hai người kết hôn tại Wailuku ở Maui ngày 2 tháng 2 năm 1961, rồi ly thân khi mẹ Obama đem con trai mới sinh tới Seattle, Washington vào cuối tháng 8 năm 1961 để theo học tại Đại học Washington trong một năm. Cùng lúc, Obama Sr. nhận văn bằng tốt nghiệp về kinh tế học tại Hawaii vào tháng 6 năm 1962, rồi nhận học bổng đến học cao học tại Đại học Harvard. Tháng 3 năm 1964, hai người ly hôn. Obama Sr. trở về Kenya trong năm 1964 và tái hôn; ông chỉ đến Hawaii thăm con trai một lần duy nhất trong năm 1982. Ông mất trong một tai nạn xe hơi năm 1982.
Năm 1963, Dunham gặp Lolo Soetoro, một sinh viên người Indonesia tốt nghiệp môn địa lý tại Trung tâm Đông-Tây thuộc Đại học Hawaii, họ kết hôn với nhau tại Molokai ngày 15 tháng 3 năm 1965. Sau một năm gia hạn visa J-1, năm 1966, Lolo trở về Indonesia, 16 tháng sau Dunham đem con trai đến sống với chồng tại khu Menteng Dalam ở phía nam Jakarta, từ năm 1970 họ dọn đến một khu sung túc hơn ở trung tâm Jakarta. Từ 6 đến 10 tuổi, Obama theo học tại những trường nói tiếng Indonesia: Trường Công giáo St Francis of Asisi trong hai năm, và Trường Công lập Besuki, cậu cũng học thêm tiếng Anh từ bà mẹ.
Năm 1971, Obama trở về Honolulu sống với ông bà ngoại, Madelyn và Stanley Dunham, cậu giành được một học bổng vào Trường Punahou, một trường tư thục, và học ở đây từ lớp năm cho đến khi tốt nghiệp năm 1979. Từ năm 1972 đến 1975, Ann Dunham nghiên cứu môn nhân học tại Đại học Hawaii, nhờ đó mà cậu có cơ hội sống gần mẹ và em gái. Obama quyết định ở lại Hawaii với ông bà ngoại để tiếp tục chương trình học tại Trường Punahou khi mẹ cậu, đem theo em gái, quay về Indonesia trong năm 1975 để nghiên cứu thực địa. Trong gần hai thập niên kế tiếp, Ann sống ở Indonesia, ly hôn Lolo năm 1980, lấy bằng Tiến sĩ năm 1992, trước khi qua đời năm 1995 tại Hawaii do bệnh ung thư buồng trứng và ung thư tử cung.
| “                                                                    | Bố mẹ tôi không chỉ chia sẻ với nhau tình yêu trong mơ, mà còn san sẻ với nhau niềm tin vào các cơ hội rộng mở trên đất nước này. Họ cho tôi cái tên châu Phi, Barack, nghĩa là người được chúc phúc, vì họ tin rằng ở nước Mỹ bao dung, tên của bạn không thể là rào cản đến thành công. Họ tưởng tượng rằng tôi sẽ đến những trường học tốt nhất mặc dù họ không giàu, bởi vì ở nước Mỹ hào phóng, bạn không cần phải giàu mới có thể đạt được những ước mơ. | ” |
| —Barack Obama, Diễn văn tại Đại hội Toàn quốc Đảng Dân chủ năm 2004. | |   |

Về thời thơ ấu của mình, Obama nhắc lại, "Bố tôi trông không giống những người xung quanh – ông đen như nhọ nồi, mà mẹ tôi trắng như sữa – tôi chỉ nhớ như thế." Ông cũng miêu tả những nỗ lực thời thanh niên để thích ứng với những định kiến xã hội về nguồn gốc đa chủng tộc của mình.
Nhưng khi nhớ về những năm sống ở Honolulu khi tuổi đời tăng dần, Obama viết: "Cơ hội Hawaii mà đã cống hiến – trải nghiệm một nền văn hóa đa dạng trong một môi trường sống tôn trọng lẫn nhau – đã trở thành một phần không thể thiếu trong nhân sinh quan của tôi, và là nền tảng cho những giá trị thân thiết nhất mà tôi luôn nắm giữ." Obama cũng kể về việc cậu dùng rượu, cần sa, và cocaine khi còn là một thiếu niên để "tống khứ khỏi tâm trí câu hỏi tôi là ai". Tại Civil Forum on the Presidency năm 2008, Obama bày tỏ sự ân hận vì đã dùng ma túy trong những ngày ở trường trung học.
Sau khi tốt nghiệp trung học, năm 1979, Obama vào Đại học Occidental ở Los Angeles. Năm 1981, Obama theo học khoa học chính trị, chuyên ngành quan hệ quốc tế tại Đại học Columbia ở Thành phố New York, tốt nghiệp với văn bằng cử nhân năm 1983, làm việc một năm cho Business International Corporation, rồi New York Public Interest Research Group.

### Chicago và Trường Luật Harvard
Hai năm sau khi tốt nghiệp, Obama trở thành giám đốc Đề án Phát triển Cộng đồng, một tổ chức liên kết với giáo hội bao gồm 8 giáo xứ Công giáo tại Roseland, West Pullman, và Riverdale thuộc khu South Side, Chicago, và hoạt động trong khu vực này như là một nhà tổ chức cộng đồng từ tháng 6 năm 1985 đến tháng 5 năm 1988. Ông giúp thiết lập một chương trình huấn nghiệp, một chương trình dự bị đại học, và một tổ chức bảo vệ quyền lợi người thuê nhà thuộc đề án Algeld Gardens. Obama cũng đảm nhận chức trách tư vấn viên và hướng dẫn viên cho Tổ chức Gamaliel, một học viện về tổ chức cộng đồng.
Đến giữa năm 1988, lần đầu tiên ông đến châu Âu, lưu lại đây ba tuần, rồi đến ở Kenya trong năm tuần để gặp gỡ nhiều thân nhân bên họ nội, đây là lần đầu tiên họ gặp nhau. Năm 1992, Obama trở lại Kenya với hôn thê, Michelle, và em gái Auma, rồi đến Kenya lần thứ ba vào tháng 8 năm 2006 để thăm nơi sinh trưởng của cha, một ngôi làng gần Kisumu, phía tây Kenya.
Cuối năm 1988, Obama vào Trường Luật Harvard, rồi được chọn làm biên tập viên cho tờ Harvard Law Review vào cuối năm thứ nhất, và chủ tịch của tờ tạp chí vào năm học thứ hai. Vào những dịp hè, ông trở về Chicago, làm việc tại công ty luật Sidley Austin năm 1989, và Hopkins & Sutter năm 1990. Sau khi tốt nghiệp năm 1991 với văn bằng tiến sĩ (J. D.) hạng ưu từ Harvard, ông về Chicago. Obama là người da đen đầu tiên được bầu vào chức chủ tịch tạp chí Harvard Law Review nên đã gây nhiều chú ý, nhờ đó mà có được hợp đồng cho một quyển sách viết về mối quan hệ chủng tộc, được phát triển thành một cuốn hồi ký, xuất bản vào giữa năm 1995 với tựa đề Dreams from My Father.

### Đại học Chicago và luật sư dân quyền
Để có thể hoàn thành quyển sách đầu tiên của mình, ông được cấp học bổng và một văn phòng để viết sách, năm 1991, Obama nhận một vị trí thỉnh giảng về Luật học và Chính quyền học tại Trường Luật Đại học Chicago. Rồi ông giảng dạy môn luật hiến pháp tại Trường Luật Đại học Chicago suốt mười hai năm trong cương vị giảng viên (1992 – 1996), và giảng viên chính (1996 – 2004).
Từ tháng 4 đến tháng 10 năm 1992, Obama lãnh đạo tổ chức Project Vote với mười nhân viên và bảy trăm tình nguyện viên, nhắm đến mục tiêu vận động từ 150 000 đến 400 000 người Mỹ gốc Phi trong tiểu bang Illinois đăng ký bầu cử.
Năm 1993, Obama làm việc cho công ty luật Davis, Miner, Barnhill & Garland chuyên về dân quyền và phát triển kinh tế khu dân cư.
Từ năm 1994 đến 2002, Obama được bổ nhiệm vào ban giám đốc Woods Fund of Chicago, năm 1985 tổ chức này gây quỹ cho Đề án Phát triển Cộng đồng. Ông cũng có tên trong ban giám đốc Chicago Annenberg Challenge từ năm 1995 – 2002, là chủ tịch sáng lập và chủ tọa ban giám đốc từ năm 1995-1999.

## Nghị trường: 1997 – 2008

### Thượng nghị sĩ Tiểu bang: 1997 – 2004
Obama đắc cử vào Thượng viện Illinois năm 1996, kế nhiệm Thượng nghị sĩ Alice Palmer đại diện cho hạt 13 của Illinois. Ông giành được sự ủng hộ từ hai Đảng cho những nỗ lực cải cách luật lệ về y tế và đạo đức. Năm 2001, trong cương vị đồng chủ tọa một Ủy ban hỗn hợp, Obama ủng hộ Thống đốc Ryan thuộc Đảng Cộng hòa ban hành những quy định về tín dụng nhằm ngăn chặn những vụ tịch biên nhà thế chấp.
Năm 1988, Obama tái đắc cử vào Thượng viện bang Illinois sau khi đánh bại ứng viên Đảng Cộng hòa Yessee Yehudah, rồi lại đắc cử lần nữa năm 2002. Trước đó, trong năm 2000, Obama thất bại trước Bobby Rush trong nỗ lực tranh một ghế trong Viện Dân biểu Hoa Kỳ.
tháng 1 năm 2003, Obama trở thành chủ tịch Ủy ban Y tế và Dân sinh tại Thượng viện Illinois khi Đảng Dân chủ giành được thế đa số sau một thập niên là Đảng thiểu số. Ông bảo trợ và vận động thông qua đạo luật giám sát việc thực thi luật pháp dựa trên sự phân loại chủng tộc bằng cách yêu cầu cảnh sát báo cáo chủng tộc những người lái xe mà họ bắt giữ, và đạo luật bắt buộc ghi hình các cuộc thẩm vấn trong những vụ án sát nhân. tháng 11 năm 2004, Obama từ nhiệm khỏi Thượng viện Illinois sau khi đắc cử vào Thượng viện Hoa Kỳ.

### Tranh cử vào Thượng viện Hoa Kỳ

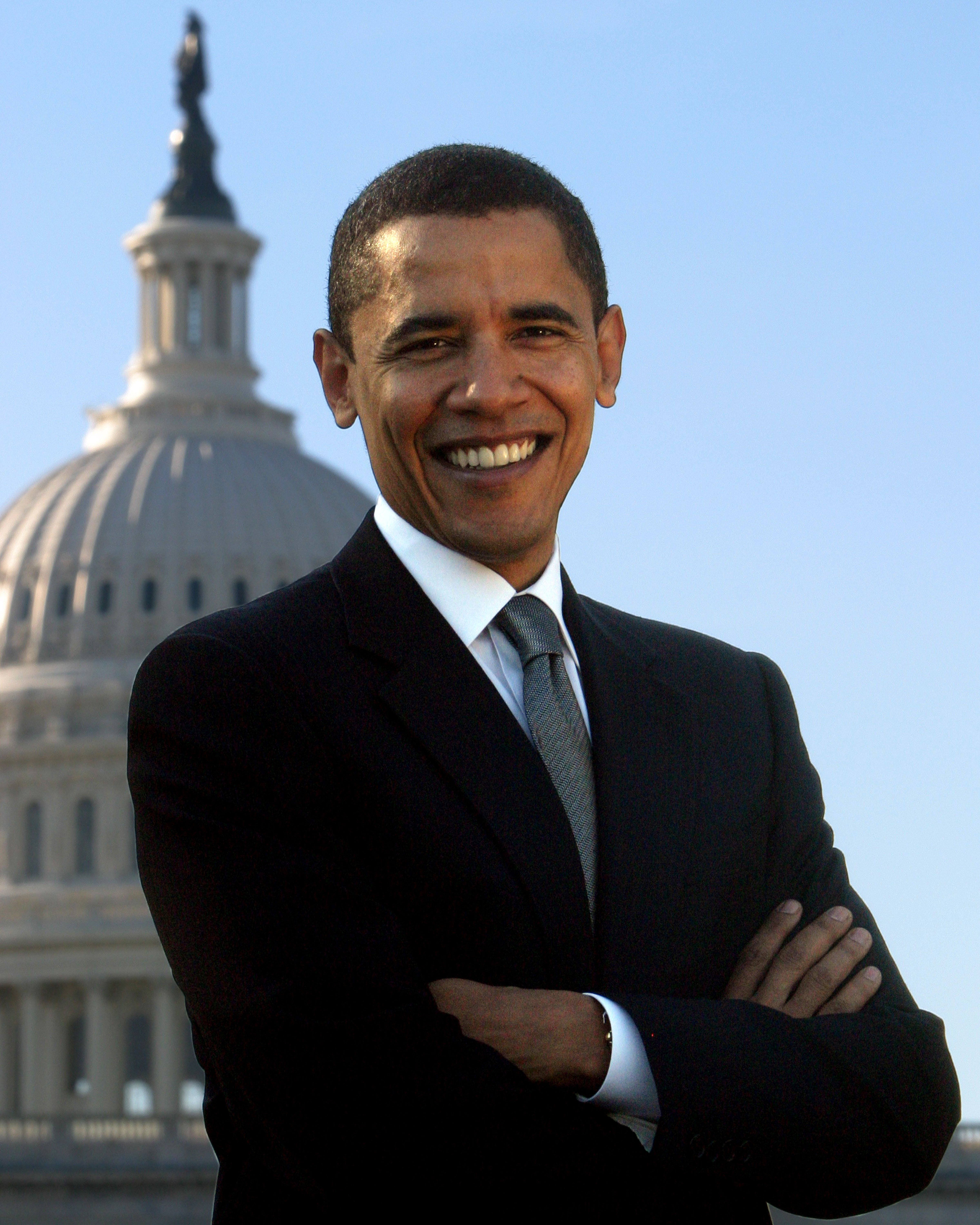
Chân dung Obama tại Thượng viện Hoa Kỳ, 2005

tháng 5 năm 2002, Obama mở một cuộc thăm dò về triển vọng cho cuộc đua vào Thượng viện Hoa Kỳ, thành lập ban vận động, khởi sự gây quỹ, và tuyển dụng cố vấn chính trị David Axelrod. Đến tháng 1 năm 2003, ông chính thức tuyên bố tranh cử. Ngay từ đầu, Obama phản đối chính phủ George W. Bush về vụ xâm lăng Iraq năm 2003. Ngày 2 tháng 10 năm 2002, ngày Tổng thống Bush và Quốc hội đồng thuận về nghị quyết tiến hành chiến tranh, ông công khai bày tỏ lập trường chống đối trong một lần nói chuyện tại một cuộc tụ họp chống chiến tranh Iraq. Trong một cuộc tụ họp khác vào tháng 3 năm 2003, Obama nói với đám đông rằng "đã quá trễ" để dừng cuộc chiến này.
Có 15 ứng viên thuộc hai Đảng Cộng hòa và Dân chủ tham dự cuộc đua, nhưng với chiến thắng áp đảo trong vòng bầu cử sơ bộ, Obama đột ngột trở thành ngôi sao đầy triển vọng của Đảng Dân chủ trên chính trường liên bang. Bắt đầu xuất hiện những suy diễn về triển vọng tranh cử tổng thống, nhờ đó mà quyển hồi ký của ông, Dreams from My Father, được tái bản. Đến tháng 7 năm 2004, Obama đọc bài diễn văn then chốt tại Đại hội Toàn quốc Đảng Dân chủ năm 2004, có 9,1 triệu người xem. Bài diễn văn tạo tiếng vang và vị trí của Obama trong Đảng Dân chủ được nâng cao.
tháng 6 năm 2004, đối thủ thuộc Đảng Cộng hòa, Jack Ryan, rút lui khỏi cuộc đua. Sáu tuần lễ sau, Alan Keyes nhận sự đề của Đảng Cộng hòa thay thế vị trí của Ryan. Trong cuộc tổng tuyển cử tháng 11 năm 2004, Obama chiếm 70% tổng số phiếu bầu.

### Thượng viện Hoa Kỳ: 2005 – 2008
Ngày 3 tháng 1 năm 2005, Obama tuyên thệ nhậm chức thượng nghị sĩ, là thành viên duy nhất của Câu lạc bộ Nghị sĩ Liên bang Da đen đến từ Thượng viện Hoa Kỳ. CQ Weekly, căn cứ trên bảng phân tích những biểu quyết của Obama tại Thượng viện từ năm 2005 – 2007, xếp ông vào thành phần "Đảng viên Dân chủ trung kiên". Ngày 13 tháng 11 năm 2008, Obama tuyên bố từ nhiệm từ ngày 16 tháng 11 năm 2008 để tập trung cho giai đoạn tiếp nhận chức vụ tổng thống.

Kết quả kỳ bầu cử Thượng viện Hoa Kỳ tại tiểu bang Illinois. Màu xanh là những hạt Obama thắng cử.

### Lập pháp
Obama bảo trợ Đạo luật Secure America and Orderly Immigration, và giới thiệu hai dự luật mang tên ông: Lugar-Obama, và Đạo luật Federal Funding Accountability and Transparency năm 2006 thiết lập USAspending.gov, một công cụ tìm kiếm trên internet về chi tiêu liên bang. Ngày 3 tháng 6 năm 2008, Obama – cùng các thượng nghị sĩ Tom Carper, Tom Coburn, và John McCain – đệ trình một dự luật giám sát chi tiêu của liên bang: Đạo luật Strengthening Transparency and Accountability in Federal Spending 2008.
Obama cũng bảo trợ một dự luật đòi hỏi chủ nhân những nhà máy hạt nhân phải thông báo cho giới hữu trách tiểu bang và địa phương về tình trạng rò rỉ phóng xạ, nhưng không được Thượng viện thông qua.
tháng 1 năm 2007, Obama đệ trình dự luật Deceptive Practices and Voter Intimidation Prevention nhằm buộc tội hình sự các thủ đoạn lừa đảo trong những cuộc bầu cử liên bang, và Iraq War De-Escaltion 2007, nhưng cả hai dự luật này đều không được thông qua. Tháng 12 năm 2006, Tổng thống Bush ký ban hành Đạo luật Xúc tiến Dân chủ, An ninh, Cứu tế tại Cộng hòa Dân chủ Congo, đánh dấu nỗ lực đầu tiên của Chính phủ liên bang được khởi xướng bởi Obama.
Cuối năm 2007, Obama bảo trợ một tu chính nhằm tăng thêm sự bảo trợ dành cho quân nhân giải ngũ do rối loạn nhân cách. Tu chính này được Thượng viện thông qua vào mùa xuân năm 2008. Ông cũng bảo trợ một tu chính cho Chương trình Y tế dành cho trẻ em, cung ứng một năm bảo trợ việc làm cho các thành viên gia đình đang chăm sóc thương binh.

### Các Ủy ban
Trong năm 2006, Obama có chân trong các Ủy ban Thượng viện như Ngoại giao, Môi trường và Tiện ích công và Cựu Chiến binh.
Tháng 1 năm 2007, ông rời Ủy ban Môi trường và Tiện ích công, nhận nhiệm vụ ở Ủy ban Y tế, Giáo dục, Lao động và Hưu trí và Ủy ban Nội chính và Chính quyền. Ông cũng là Chủ tịch Tiểu ban Thượng viện về Âu châu.
Là thành viên Ủy ban Ngoại giao Thượng viện, Obama mở các cuộc viếng thăm chính thức đến Đông Âu, Trung Đông và châu Phi. Tháng 8 năm 2005, ông đến Nga, Ukraina và Azerbaijan. Chuyến đi tập trung vào chiến lược kiểm soát nguồn cung cấp vũ khí quy ước, vũ khí sinh học và vũ khí hủy diệt hàng loạt như là biện pháp ban đầu chống các cuộc tấn công khủng bố.
Sau những lần thăm binh sĩ Mỹ trú đóng ở Kuwait và Iraq trong tháng 1 năm 2006, Obama đến Jordan, Israel và lãnh thổ Palestine. Trong một lần gặp gỡ sinh viên Palestine hai tuần lễ trước khi Hamas thắng cuộc bầu cử, Obama đã cảnh báo: "Hoa Kỳ sẽ không bao giờ công nhận các ứng viên Hamas thắng cử trừ khi họ từ bỏ lập trường xóa bỏ quốc gia Israel".
Tháng 8 năm 2006, ông đến thăm Nam Phi, Kenya, Djibouti, Ethiopia và Tchad. Khi diễn thuyết tại Đại học Nairobi, ông đề cập đến nạn tham nhũng và sự bất hòa giữa các chủng tộc, khơi dậy những tranh cãi trong vòng giới lãnh đạo Kenya, một số người xem nhận xét của ông là thiếu chính xác và không công bằng, trong khi những người khác bênh vực ông.

## Tranh cử Tổng thống

### Chiến dịch tranh cử năm 2008

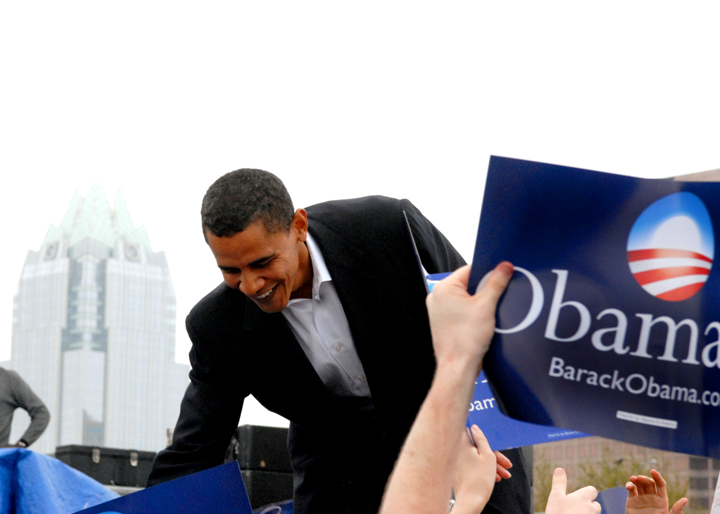
Thượng Nghị sĩ Barack Obama tại Austin, Texas, 2007.

Tháng 2 năm 2007, đứng trước tòa nhà Old State Capitol tại Springfield, Illinois, Obama tuyên bố chính thức tham gia cuộc đua vào Tòa Bạch Ốc năm 2008. Điểm lại quá trình hoạt động của mình tại Illinois trong hàm ý liên kết với hình ảnh của Abraham Lincoln khi đọc bài diễn văn "Một nhà tự chia rẽ" năm 1858 tại chính địa điểm này, Obama nói: "Đó là lý do, ngay dưới bóng tòa nhà Old State Capitol, nơi Lincoln đã một lần kêu gọi sự hòa giải và đoàn kết cho một nhà tự chia rẽ, nơi những niềm hi vọng và những giấc mơ được mọi người cùng chia sẻ vẫn còn sống động, hôm nay tôi đứng trước quý vị để thông báo quyết định ra tranh cử Tổng thống Hiệp Chúng Quốc Hoa Kỳ."
Obama cũng nhấn mạnh đến đòi hỏi chấm dứt cuộc chiến Iraq, tăng cường sự độc lập về năng lượng, và cung ứng sự chăm sóc sức khỏe phổ quát, trong chiến dịch tranh cử với chủ đề chính là "niềm hi vọng" và "thay đổi".
Có khá đông ứng viên trong vòng bầu cử sơ bộ của Đảng Dân chủ, nhưng sau cùng chỉ còn là cuộc tranh chấp tay đôi giữa Obama và Thượng nghị sĩ Hillary Rodham Clinton. Khoảng cách giữa Clinton và Obama thu hẹp dần, phần lớn là do Obama có kế hoạch dài hạn tốt hơn, vượt trội về khả năng gây quỹ, và biết cách tận dụng lợi thế theo luật bầu cử.
Ngày 7 tháng 6 năm 2008, Clinton rút lui khỏi cuộc đua đồng thời tuyên bố ủng hộ Obama.
Ngày 23 tháng 8, Obama chọn Joe Biden, thượng nghị sĩ đại diện bang Delaware, vào liên danh.
Tại Đại hội Toàn quốc Đảng Dân chủ ở Denver, Colorado, Obama đọc bài diễn văn chấp nhận sự đề cử, không phải trong phòng họp của đại hội mà tại vận động trường Invesco Field at Mile High trước cử tọa 75 000 người; 38 triệu người trên khắp thế giới theo dõi sự kiện này.
Trong giai đoạn bầu cử sơ bộ cũng như trong cuộc tổng tuyển cử, chiến dịch tranh cử của Obama lập kỷ lục về gây quỹ, nhất là những khoản đóng góp nhỏ.
Obama và John McCain, ứng cử viên được Đảng Cộng hòa đề cử, tham dự ba cuộc tranh luận trong tháng 9 và tháng 10 năm 2008. Ngày 4 tháng 11, Obama thắng cử với 365 phiếu cử tri đoàn, McCain được 173 phiếu. Obama giành được 52,9% phiếu phổ thông, tỷ lệ này của McCain là 45,7%.
Obama trở thành người Mỹ gốc Phi đầu tiên được bầu vào chức vụ Tổng thống Hoa Kỳ. Ông đọc bài diễn văn chiến thắng trước hàng trăm ngàn người tập họp về Công viên Grant ở Chicago.

### Chiến dịch tranh cử 2012

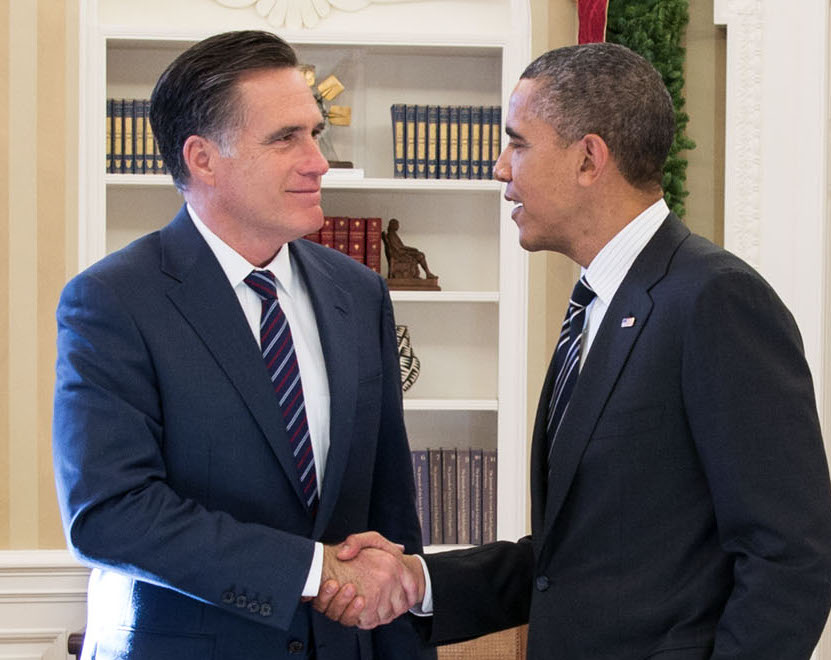
Mitt Romney và Tổng thống Obama bắt tay trong Phòng Bầu dục ngày 29 tháng 11 năm 2012, sau cuộc họp đầu tiên của họ kể từ khi Tổng thống Obama tái đắc cử.

Ngày 4 tháng 4 năm 2011, Obama tuyên bố tái tranh cử qua video "It Begins with Us" được đưa lên website của ông, và nộp hồ sơ cho Ủy hội Tuyển cử Liên bang. Là tổng thống đương chức, Obama không có đối thủ trong giai đoạn bầu cử sơ bộ của Đảng Dân chủ, ngày 3 tháng 4 năm 2012, ông được 2778 đại biểu ủng hộ để được Đảng Dân chủ đề cử.
Tại Đại hội Toàn quốc Đảng Dân chủ 2012 tổ chức ở Charlotte, North Carolina, cựu tổng thống Bill Clinton chính thức đề cử Obama và Joe Biden làm ứng cử viên tổng thống và phó tổng thống, đối đầu với ứng cử viên Đảng Cộng hòa Mitt Romney, cựu Thống đốc tiểu bang Massachusetts, và Dân biểu Paul Ryan.
Ngày 6 tháng 11 năm 2012 Obama giành được 332 phiếu cử tri đoàn, vượt quá số quy định 270 phiếu để tiếp tục chức vụ tổng thống cho nhiệm kỳ thứ hai.
Obama là tổng thống Dân chủ đầu tiên kể từ Franklin D. Roosevelt hai lần giành được đa số phiếu phổ thông.
Khi phát biểu với những người ủng hộ và các tình nguyện viên tại trung tâm hội nghị McCormick Place ở Chicago sau khi tái đắc cử, Obama nói: 
| “ | Không chỉ đơn thuần là một thủ tục chính trị, tối nay, các bạn đã bỏ phiếu để [chính phủ] phải hành động. Các bạn đã tuyển chọn để chúng tôi tập trung vào việc làm của các bạn, không phải của chúng tôi. Trong những tuần và tháng sắp tới, tôi sẽ tiếp xúc và làm việc với những nhà lãnh đạo của cả hai chính Đảng để đối phó với những thách thức chỉ có thể giải quyết được khi chúng ta cùng nhau chung tay góp sức. | ” |

## Tổng thống Hoa Kỳ

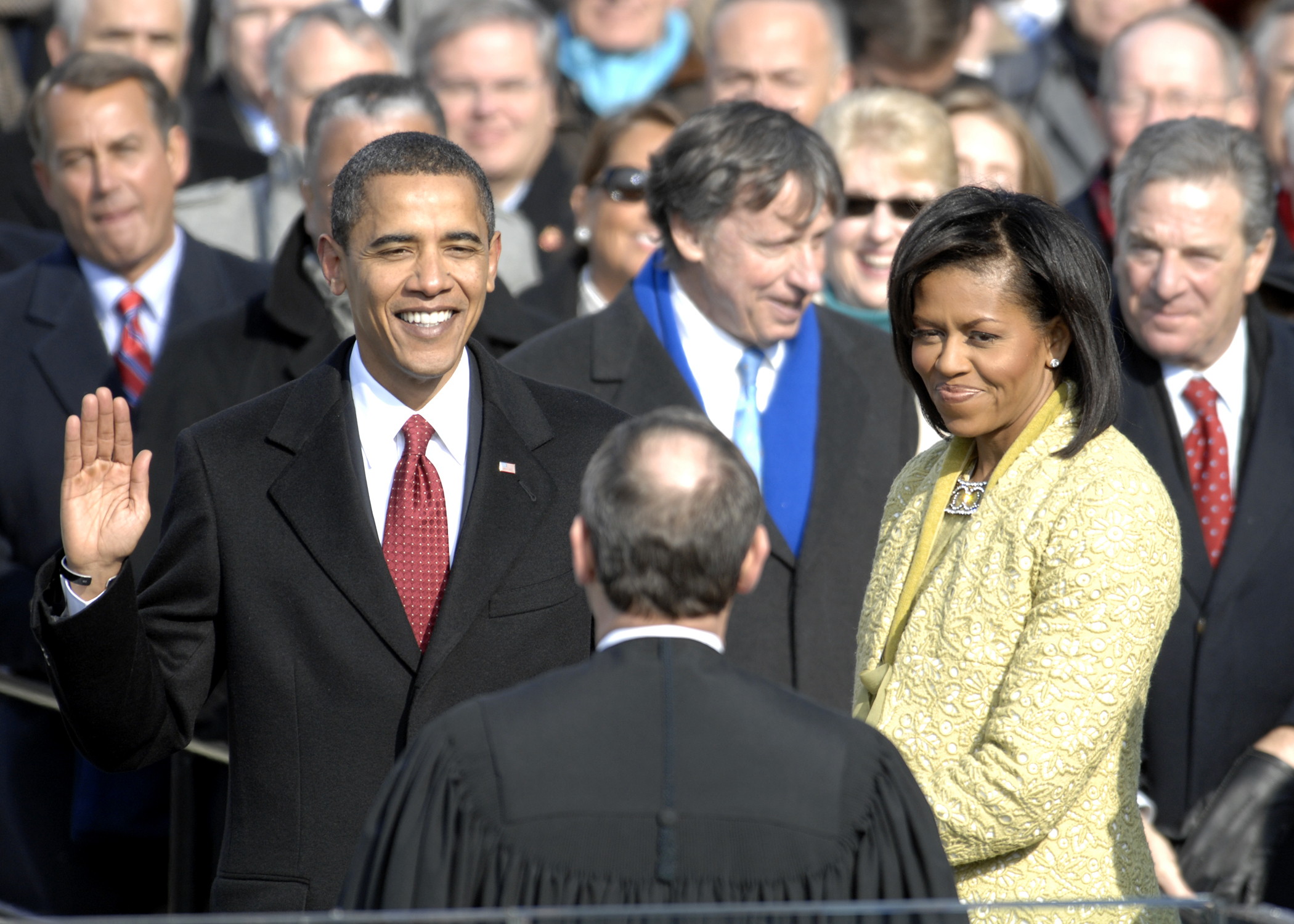
Barack Obama tuyên thệ nhậm chức trước Chánh án Tối cao Pháp viện, John G. Roberts, Jr., tại Điện Capitol, 20 tháng 1 năm 2009.

Lễ nhậm chức của Barack Obama như là Tổng thống thứ 44 của Hoa Kỳ diễn ra ngày 20 tháng 1 năm 2009. Ngay từ những ngày đầu tiên, Obama ban hành những sắc lệnh và những bản ghi nhớ hướng dẫn quân đội Hoa Kỳ phát triển kế hoạch triệt thoái binh sĩ khỏi Iraq. Ông ra lệnh đóng cửa trại giam Vịnh Guantanamo, nhưng bị Quốc hội cản trở bằng cách từ chối cấp ngân quỹ. Obama cũng cho hạ thấp tiêu chuẩn bí mật dành cho các cuộc ghi âm của tổng thống.

### Đối nội

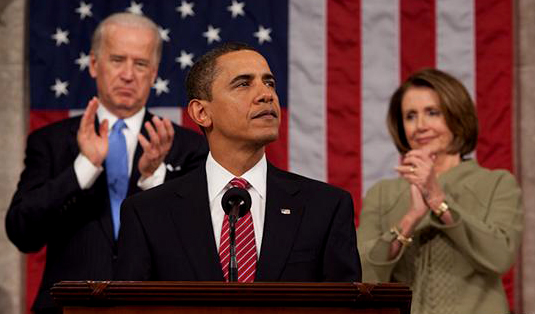
Obama đọc diễn văn trước phiên họp toàn thể Quốc hội, sau ông là Phó Tổng thống Joe Biden và Chủ tịch Viện Dân biểu Nancy Pelosi, 24 tháng 2 năm 2009

Dự luật đầu tiên được Obama ký ban hành là Đạo luật Lilly Ledbetter Fair Pay Act năm 2009. Năm ngày sau, ông ký lệnh tái khởi động Chương trình Bảo hiểm Sức khỏe cho Trẻ em, hỗ trợ cho 4 triệu trẻ em không có bảo hiểm. tháng 3 năm 2009, Obama đảo ngược chính sách của chính phủ Bush hạn chế ngân quỹ dành cho nghiên cứu tế bào gốc từ phôi, cùng lúc ông cam kết phát triển "những hướng dẫn nghiêm ngặt" cho các cuộc nghiên cứu.
Ngay trong hai năm đầu của nhiệm kỳ tổng thống, Obama bổ nhiệm hai phụ nữ vào tòa án tối cao. Sonia Sotomayor thay thế David Souter về hưu. Được chuẩn thuận ngày 6 tháng 8 năm 2009, Sotomayor là người nói tiếng Tây Ban Nha đầu tiên được bổ nhiệm vào tòa tối cao. Với việc bổ nhiệm Elena Kagan, được Obama đề cử ngày 10 tháng 10 năm 2010 để thay thế John Paul Stevens về hưu, được phê chuẩn ngày 5 tháng 8 năm 2010, lần đầu tiên trong lịch sử có ba nữ thẩm phán phục vụ tại Tối cao Pháp viện Hoa Kỳ.
Ngày 30 tháng 9 năm 2009, chính quyền Obama đề xuất bản quy tắc mới về nhà máy điện, hãng xưởng và nhà máy lọc dầu trong nỗ lực hạn chế khí thải gây hiệu ứng nhà kính và kìm hãm tình trạng nóng ấm toàn cầu.

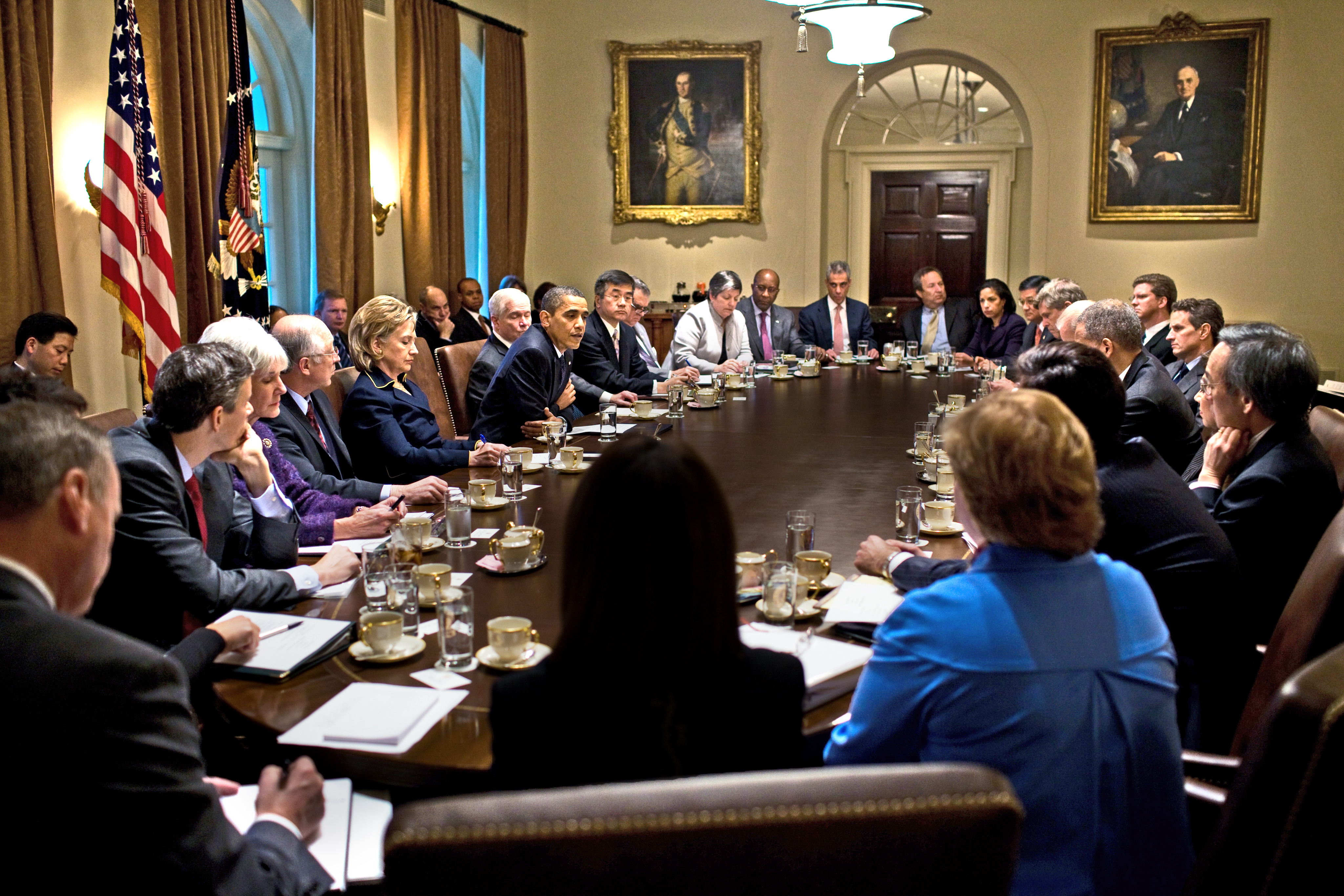
Obama họp với Nội các, 23 tháng 11 năm 2009.

Trong tháng 4 năm 2010, Obama công bố một sự thay đổi trong định hướng của NASA, cơ quan không gian Hoa Kỳ, cung cấp ngân quỹ cho các đề án khoa học địa cầu, một loại hỏa tiễn mới, nghiên cứu và phát triển các chuyến thám hiểm Sao Hỏa, và các chuyến bay đến Trạm Không gian Quốc tế.
Ngày 22 tháng 12 năm 2010, Obama ký ban hành Sắc lệnh Don't Ask, Don't Tell Repeal 2010, thực hiện lời hứa của ông khi tranh cử chấm dứt chính sách Don't ask, don't tell năm 1993 đã ngăn cấm người đồng tính tham gia lực lượng vũ trang.
Trong thông điệp liên bang năm 2011, tổng thống tập trung vào các chủ đề giáo dục và đổi mới, nhấn mạnh đến tầm quan trọng của đổi mới kinh tế để tăng cường sức mạnh cạnh tranh của nước Mỹ trên thế giới. Ông nói về việc đóng băng chi tiêu nội địa trong 5 năm, bỏ việc giảm thuế cho các công ty dầu mỏ, đảo ngược chính sách cắt giảm thuế cho giới giàu có nhất, và cắt giảm chi phí y tế. Tổng thống cũng cam kết đến năm 2015 sẽ có 1 triệu xe chạy bằng điện lưu thông trên đường.

### Hôn nhân đồng giới
Từ khi tranh cử vào thượng viện bang Illinois năm 1996, Obama đã ủng hộ hôn nhân đồng tính; nhưng khi tranh cử vào Thượng viện Hoa Kỳ năm 2004, ông tuyên bố ủng hộ sự kết ước dân sự (civil union) và chống đối hôn nhân đồng tính. Ngày 9 tháng 5 năm 2012, một thời gian ngắn sau khi tuyên bố tái tranh cử, Obama nói rằng ông đã thay đổi quan điểm và công khai ủng hộ hôn nhân đồng tính. Obama là tổng thống Mỹ đầu tiên ủng hộ hôn nhân đồng tính.
Tháng 8 năm 2009, Obama ký ban hành Đạo luật Matthew Shepard và James Byrd Jr. Hate Crime Prevention mở rộng luật liên bang 1969 thêm tội căm ghét giới LGBT.
Ngày 21 tháng 1 năm 2013, trong diễn văn nhậm chức lần thứ hai, Obama là tổng thống đầu tiên kêu gọi quyền bình đẳng dành cho người đồng tính: "Cuộc hành trình của chúng ta chưa thể hoàn tất cho đến khi những anh chị em đồng tính được đối xử như mọi người khác theo luật pháp – bởi vì nếu chúng ta sinh ra trong bình đẳng thì chắc chắn rằng tình yêu chúng ta dành người khác cũng bình đẳng như vậy." Năm 2013 chính quyền Obama thúc giục tòa tối cao ủng hộ các cặp đôi đồng tính trong vụ án Hollingsworth v. Perry và United States v. Windsor. Sau khi Tối cao Pháp viện ra phán quyết về vụ án Obergefell v. Hodges (công nhận hôn nhân đồng tính là quyền căn bản), Obama nhấn mạnh, "Phán quyết này khẳng định điều hàng triệu người Mỹ đã tin tưởng: Khi nào mọi người Mỹ được đối xử bình đẳng lúc ấy tất cả chúng ta đều được tự do hơn.". Đến năm 2015 hôn nhân đồng giới chính thức được hợp pháp hóa tại tất cả các bang của Hoa Kỳ.

### Phúc lợi cho phụ nữ
Ngày 11 tháng 3 năm 2009, Obama thành lập Hội đồng Tòa Bạch Ốc về Phụ nữ, cơ quan này được ủy nhiệm rộng rãi để tư vấn tổng thống về các vấn đề liên quan đến phúc lợi của nữ giới tại Mỹ. Hiện nay hội đồng được đặt dưới quyền lãnh đạo của Cố vấn trưởng của Tổng thống, Valerie Jarrett. Ông cũng cho thành lập Đội đặc nhiệm Tòa Bạch Ốc bảo vệ sinh viên khỏi tấn công tình dục để tư vấn tổng thống về các vấn đề liên quan đến nạn tấn công tình dục tại các trường đại học ở Hoa Kỳ. Phó Tổng thống Joe Biden và bà Jarrett là đồng chủ tịch.

### Kinh tế
Ngày 17 tháng 2 năm 2009, Obama ban hành gói kích thích trị giá 787 tỉ USD nhằm phục hồi nền kinh tế đang chịu ảnh hưởng từ đợt suy thoái toàn cầu, với các biện pháp như gia tăng chi tiêu liên bang cho y tế, cơ sở hạ tầng, giáo dục, cắt giảm thuế, và hỗ trợ trực tiếp cho các cá nhân.
Để đối phó với cơn khủng hoảng tài chính, Bộ trưởng Ngân khố cung ứng quỹ dự phòng 2 000 tỉ USD để mua bất động sản đang mất giá. Obama quyết định can thiệp vào nền công nghiệp ô tô đang bị khủng hoảng, cho gia hạn các khoản nợ của General Motors và Chrysler để tiếp tục sản xuất trong khi tiến hành cải tổ. Trong những tháng kế tiếp, Tòa Bạch Ốc thiết lập điều kiện phá sản cho hai công ty, trong đó có việc bán Chrysler cho công ty Fiat của Ý, và tái cấu trúc GM, chính phủ Mỹ mua 60% cổ phần, chính phủ Canada mua 12%.
Đến tháng 6 năm 2009, không hài lòng với tiến độ của gói kích thích kinh tế, Obama kêu gọi nội các đẩy mạnh đầu tư. Ông ban hành chương trình Car Allowance Rebate System trị giá 3 tỉ USD, hỗ trợ người dân đổi xe cũ tiêu hao nhiều nhiên liệu cho xe mới tiết kiệm nhiên liệu.
Giống năm 2008, tỷ lệ thất nghiệp tiếp tục gia tăng trong năm 2009, đến đỉnh điểm vào tháng 10 ở mức 10%. Sang quý 1 năm 2010, tỷ lệ thất nghiệp được kéo xuống còn 9,7%, rồi 9,6% trong quý 2 cho đến cuối năm. Từ tháng 2 đến tháng 12 năm 2010, tỷ lệ người có việc làm tăng 0,8%.
Quý 3 năm 2009 chứng kiến mức tăng trưởng GDP là 1,6%, quý 4 là 5,0%, tỷ lệ này trong quý 1 năm 2010 là 3,7%.
tháng 7 năm 2010, Quỹ Dự trữ Liên bang cho biết các hoạt động kinh tế tiếp tục gia tăng nhưng ở nhịp độ chậm. Chủ tịch Quỹ Dự trữ Liên bang, Ben Bernake, nói rằng tổng quan nền kinh tế là "không ổn định cách bất thường". Nhìn chung, nền kinh tế phát triển ở mức 2,9% trong năm 2010.
Văn phòng Ngân sách Quốc hội và phần lớn các nhà kinh tế học cho rằng kế hoạch kích thích của Obama đã giúp tăng trưởng kinh tế. Văn phòng phát hành một bản báo cáo theo đó gói kích thích làm gia tăng số người có việc làm từ 1 – 2,1 triệu.
Obama và Văn phòng Ngân sách Quốc hội dự đoán mức thâm hụt ngân sách năm 2010 sẽ là 1,5 ngàn tỷ USD (10,6% GDP) so với mức thâm hụt năm 2009 là 1,4 ngàn tỉ USD (9,9% GDP). Chính phủ dự đoán mức thâm hụt năm 2011 chỉ còn 1,34 ngàn tỉ, và mức thâm hụt trong 10 năm sẽ lên đến 8, 53 ngàn tỉ USD (90% GDP). Ngày 2 tháng 8 năm 2011, sau một đợt tranh luận kéo dài tại Quốc hội về việc có nên nâng giới hạn nợ quốc gia hay không, Obama ký ban hành Đạo luật Hạn chế Ngân sách 2011. Đạo luật này áp đặt giới hạn chi tiêu cho đến năm 2021, thiết lập quy trình nâng mức nợ, bổ nhiệm Ủy ban Hỗn hợp Quốc hội về giảm thâm hụt nhằm cắt giảm mức thâm hụt với mục tiêu tiết kiệm ít nhất 1,5 ngàn tỉ USD trong 10 năm. Bằng cách thông qua đạo luật này, Quốc hội đã có thể buộc chính phủ phải cắt giảm nợ công. Tháng 1/2009, Khi Obama nhậm chức, nợ công của Mỹ là 10,6 nghìn tỷ USD nhưng đến tháng 11/2016 khi Donald Trump đắc cử tổng thống nợ công của Mỹ là 19,8 nghìn tỷ USD.
Giống năm 2008, mức thất nghiệp tăng trong năm 2009 lên đến đỉnh điểm 10% và dừng ở mức đó trong suốt quý 4, rồi xuống 9,7% trong quý đầu năm 2010, và 9,6% trong quý 2 cho đến cuối năm. Tháng 11 năm 2012, mức thất nghiệp xuống 7,7%, rồi 6,7% trong tháng cuối cùng năm 2013, và được kéo giảm còn 6,3% trong quý đầu năm 2014. GDP tăng trưởng trở lại trong quý 3 năm 2009, lên tới 1,6% và 5% trong quý 4, và tiếp tục tăng trưởng 3,7% trong quý đầu năm 2010, rồi sút giảm đôi chút trong những quý còn lại. Tháng 7 năm 2010, Quỹ Dự trữ Liên bang nhận thấy các hoạt động kinh tế có gia tăng dù còn chậm. Tổng thể, nền kinh tế tăng trưởng 2,9% trong năm 2010.
Tháng 12 năm 2013, Obama tuyên bố sự bất bình đẳng trong lợi tức đang gia tăng là một "thách thức nghiêm trọng" và kêu gọi Quốc hội ủng hộ mạng lưới an toàn và nâng định mức lương.

### Cải tổ y tế

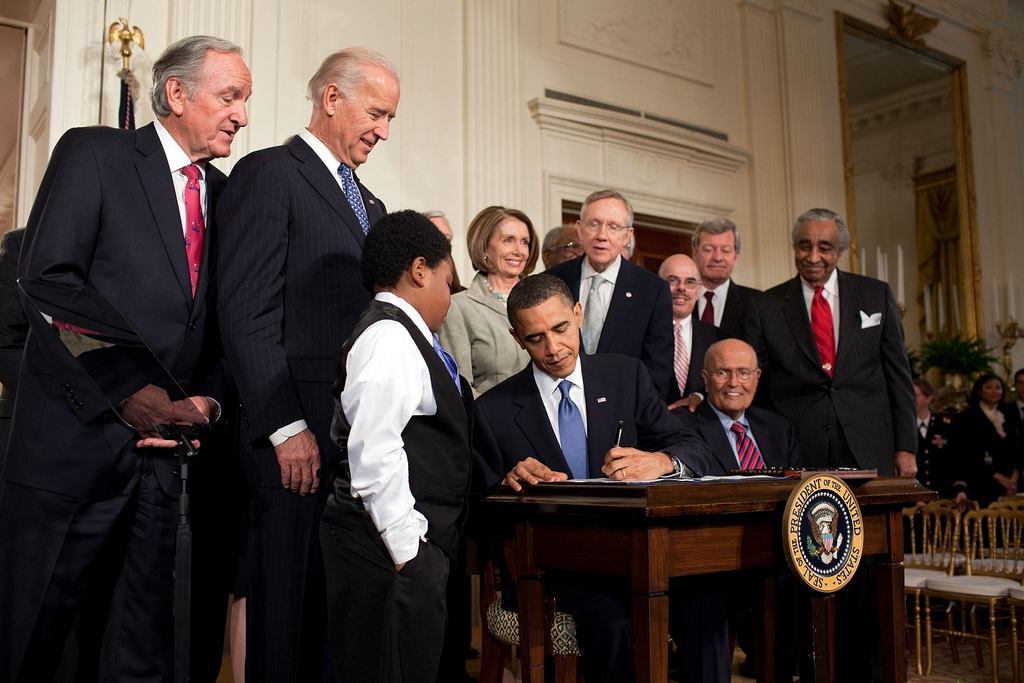
Obama ký ban hành Đạo luật Patient Protection and Affordable Care tại Tòa Bạch Ốc, 23 tháng 3 năm 2010

Obama kêu gọi Quốc hội thông qua luật cải tổ hệ thống chăm sóc sức khỏe của Hoa Kỳ, một lời hứa quan trọng khi tranh cử và là một mục tiêu lập pháp của ông.
Obama đề nghị mở rộng bảo hiểm y tế để bao gồm những người chưa được bảo hiểm, và cho phép những người mất việc hoặc thay đổi công việc duy trì bảo hiểm của mình. Ông kêu gọi chi tiêu 900 tỉ USD trong 10 năm và bao gồm một kế hoạch bảo hiểm của chính phủ để cạnh tranh với khu vực bảo hiểm tư như là một biện pháp nhằm làm giảm giá bảo hiểm đồng thời nâng cao chất lượng hệ thống chăm sóc sức khỏe. Dự luật cũng quy định việc bỏ rơi người mắc bệnh là bất hợp pháp, và yêu cầu tất cả người Mỹ đều có bảo hiểm sức khỏe. Kế hoạch này cũng tính đến việc cắt giảm chi tiêu y tế và đánh thuế trên những công ty bảo hiểm cung ứng các gói bảo hiểm đắt tiền.
Ngày 14 tháng 7 năm 2009, giới lãnh đạo Đảng Dân chủ ở Viện Dân biểu giới thiệu bản kế hoạch dày 1 017 trang xem xét toàn bộ hệ thống chăm sóc sức khỏe của nước Mỹ; Obama muốn Quốc hội phê chuẩn kế hoạch này vào cuối năm 2009.
Sau nhiều cuộc tranh luận diễn ra suốt kỳ nghỉ hè năm 2009 của Quốc hội, ngày 9 tháng 9, Obama đọc diễn văn trước kỳ họp toàn thể của Quốc hội, bày tỏ mối quan tâm đến những đề xuất. tháng 3 năm 2009, Obama gỡ bỏ lệnh cấm sử dụng ngân sách liên bang cho nghiên cứu tế bào gốc.
Ngày 21 tháng 3 năm 2010, Đạo luật chăm sóc và bảo vệ bệnh nhân hợp túi tiền (gọi tắt là Obamacare) được Thượng viện thông qua, trước đó trong tháng 12 Viện Dân biểu đã biểu quyết với tỷ lệ 219-212 phê chuẩn dự luật. Tổng thống ký ban hành ngày 23 tháng 3 năm 2010.. Mục đích của Obamacare là cải tổ hệ thống y tế Hoa Kỳ bằng việc giúp nhiều người Mỹ có khả năng hưởng chế độ chăm sóc sức khỏe hơn, cung cấp nhiều quyền lợi hơn về chăm sóc sức khỏe và thiết lập Heath Insurance Marketplace, nơi người dân Mỹ có thể mua bảo hiểm liên bang với sự trợ cấp của chính phủ. Đây là chương trình bảo hiểm sức khỏe bắt buộc của Chính phủ Liên bang dành cho những gia đình, cá nhân có thu nhập thấp; các công ty phải mua bảo hiểm cho nhân viên đang làm việc tại công ty mình. Những ai đủ điều kiện theo Đạo luật mà không mua bảo hiểm thì có thể bị nộp phạt theo quy định của Sở Thuế vụ 

### Môi trường

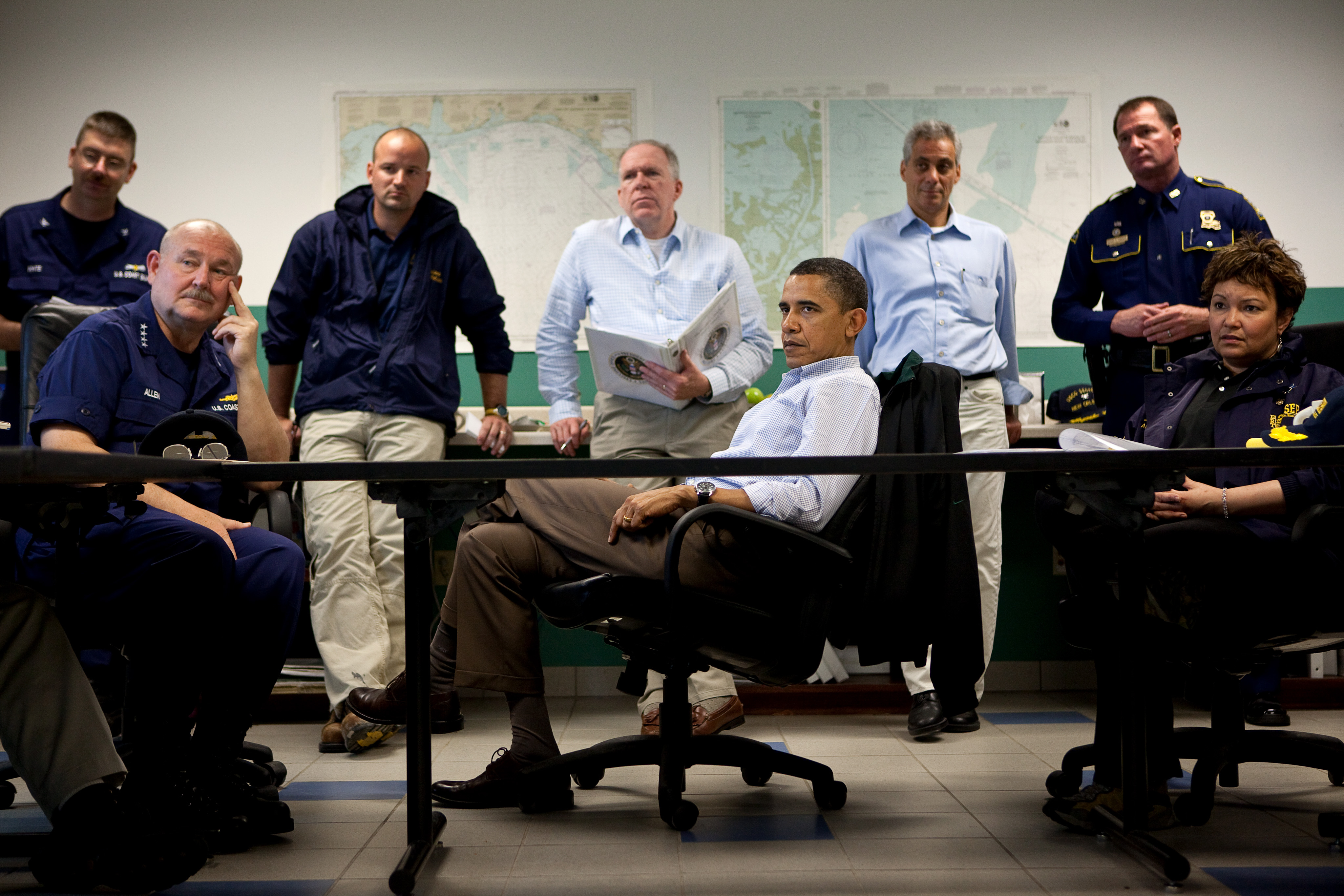
Obama nghe tường trình về vụ tràn dầu của BP, tại trạm Tuần duyên, Venice, Louisiana

Ngày 30 tháng 9 năm 2009, chính phủ Obama đệ trình bản quy định mới về nhà máy năng lượng, xưởng chế tạo, và nhà máy lọc dầu trong nỗ lực hạn chế khí thải cùng quy trình chặn đứng tình trạng nóng ấm toàn cầu.
Ngày 20 tháng 4 năm 2010, một vụ nổ phá hủy giàn khoan ngoài khơi Vịnh Mexcio gây ra một vụ rò rỉ dầu kéo dài. Obama đến thị sát, cho mở một cuộc điều tra cấp liên bang, và thành lập một Ủy ban lưỡng Đảng đề xuất những chuẩn mực mới về an toàn. Tuy nhiên, sau khi BP thất bại trong nỗ lực xử lý sự cố, các phương tiện truyền thông lên tiếng chỉ trích và đòi hỏi Obama và chính phủ liên bang phải hành động quyết liệt hơn.
Vào tháng 7 năm 2013, Obama bày tỏ sự dè dặt và nói rằng ông "sẽ từ chối đường ống Keystone XL nếu nó làm tăng ô nhiễm carbon [hoặc] phát thải nhà kính."  Vào ngày 24 tháng 2 năm 2015, Obama đã phủ quyết một dự luật cho phép xây dựng đường ống. Đây là quyền phủ quyết thứ ba trong nhiệm kỳ tổng thống của Obama và là quyền phủ quyết lớn đầu tiên của ông.
Vào tháng 12 năm 2016, Obama đã cấm vĩnh viễn hoạt động khoan dầu và khí đốt mới ngoài khơi ở hầu hết các vùng biển thuộc sở hữu của Hoa Kỳ ở Đại Tây Dương và Bắc Băng Dương bằng cách sử dụng Đạo luật Thềm lục địa Ngoài năm 1953.
Obama nhấn mạnh bảo tồn đất liên bang trong nhiệm kỳ của ông. Ông đã sử dụng quyền lực của mình theo Đạo luật Cổ vật để tạo ra 25 di tích quốc gia mới trong nhiệm kỳ tổng thống của mình và mở rộng bốn di tích khác, bảo vệ tổng cộng 553.000.000 mẫu Anh (224.000.000 ha) về vùng đất và vùng biển liên bang, nhiều hơn bất kỳ tổng thống Hoa Kỳ nào khác.

### Kiểm soát súng

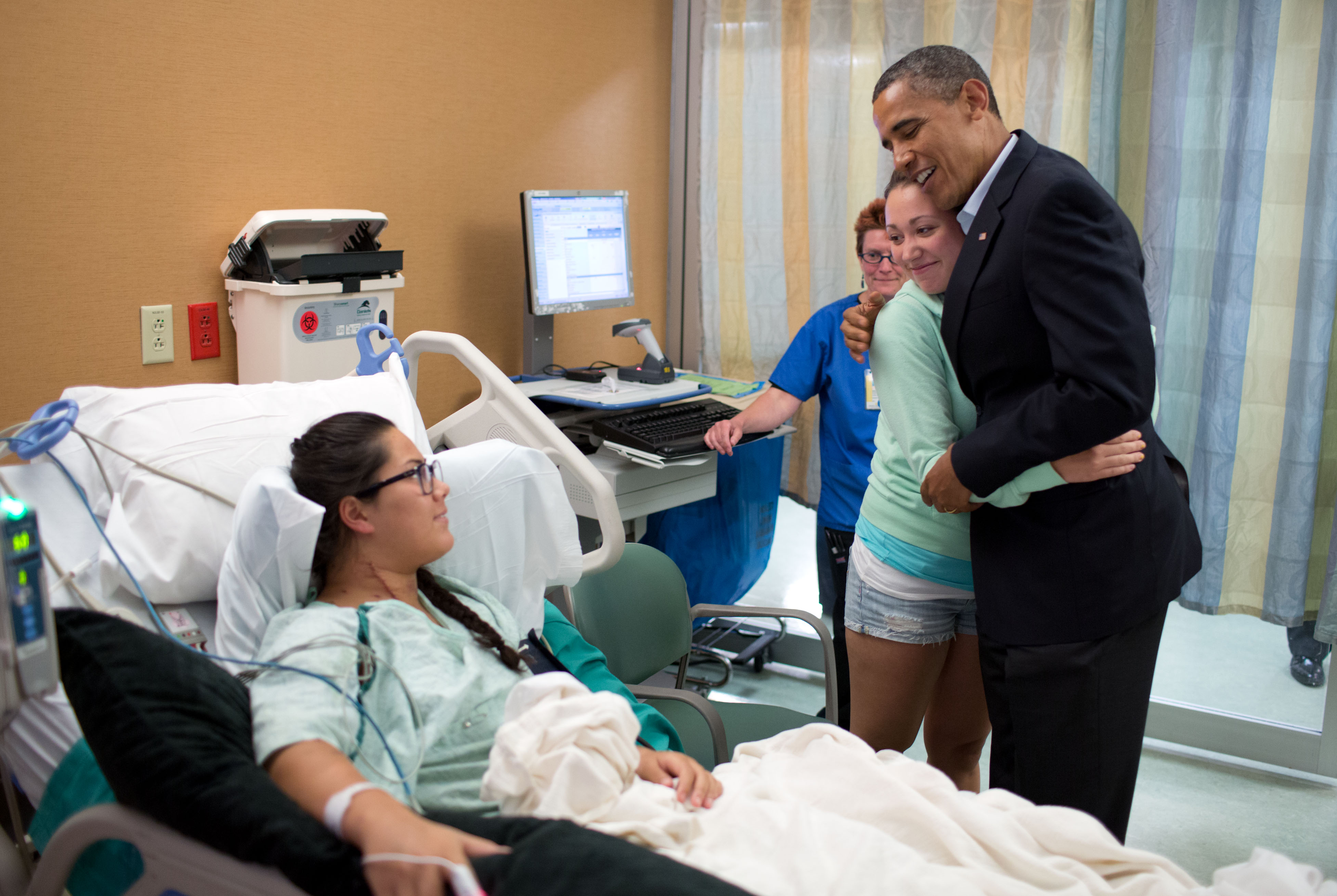
Obama đến Bệnh viện Đại học Colorado thăm nạn nhân vụ nổ súng tại Aurora 2012

Ngày 16 tháng 1 năm 2013, một tháng sau vụ xả súng ở Trường Tiểu học Sandy Hook, Obama ký 23 sắc lệnh hành pháp và phác thảo nhiều dự án liên quan đến việc kiểm soát súng. Ông thúc giục Quốc hội tái xét một lệnh cấm đã hết hạn liên quan đến vũ khí sát thương, giới hạn băng đạn chỉ chứa 10 viên, kiểm tra nhân thân người mua súng, thông qua lệnh cấm bán và sở hữu loại đạn xuyên áo giáp, và trừng phạt nặng hơn những kẻ buôn lậu súng. Ngày 5 tháng 1 năm 2016, Obama công bố những biện pháp kiểm tra chặt chẽ hơn nhân thân người mua súng.
Trong một bài xã luận đăng tải trong năm 2016 của tờ New York Times, Obama ví sánh nỗ lực thay đổi quan điểm của công luận về kiểm soát vũ khí với cuộc đấu tranh giành quyền bầu cử cho phụ nữ và phong trào dân quyền trong lịch sử nước Mỹ.

### Bầu cử giữa kỳ năm 2010
Obama gọi cuộc bầu cử ngày 2 tháng 11 năm 2010, khi Đảng Dân chủ mất 63 ghế ở Viện Dân biểu, là "đáng hổ thẹn" và là một "thất bại nặng nề". Ông nói rằng sự thất bại này là do người dân Mỹ chưa cảm thấy tác dụng của tiến trình phục hồi kinh tế.

## Đối ngoại

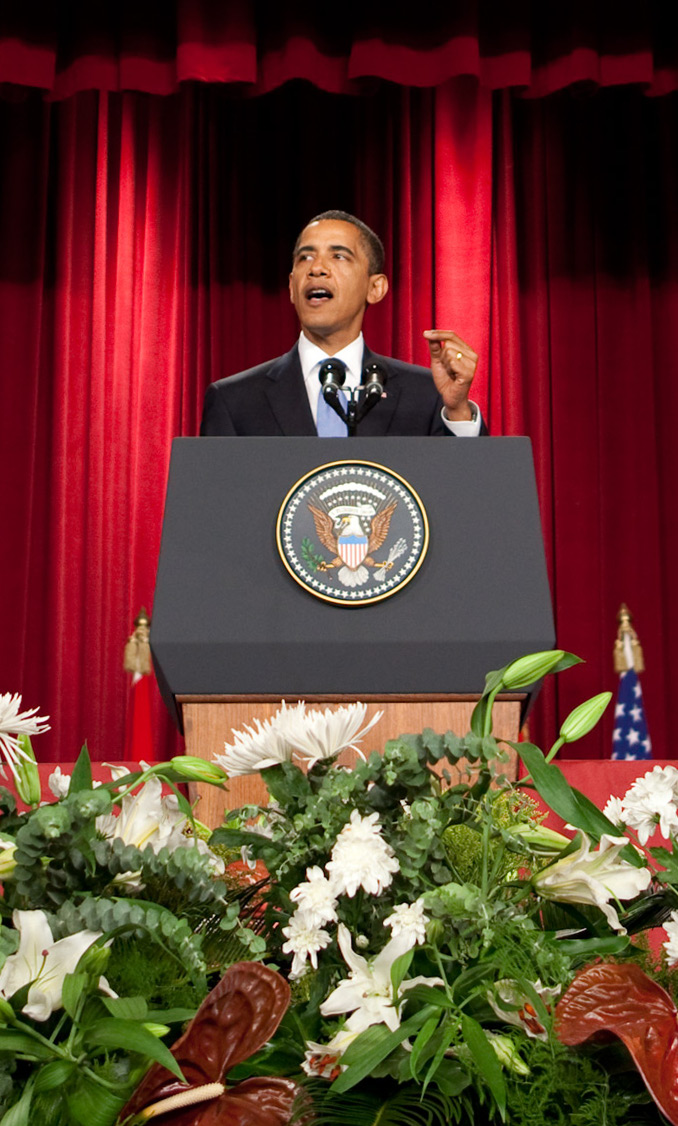
Obama nói về một sự khởi đầu mới tại Đại học Cairo, Ai Cập, 4 tháng 4 năm 2009

Trong tháng 2 và tháng 3, Phó Tổng thống Joe Biden và Ngoại trưởng Hillary Rodham Clinton thực hiện những chuyến công du riêng lẻ nhằm công bố một "kỷ nguyên mới" trong tiểu bang giao giữa Hoa Kỳ với Nga và Âu châu, những từ "đột phá" và "điều chỉnh" được sử dụng để báo trước những thay đổi quan trọng trong chính sách ngoại giao. Obama tỏ ý muốn tiếp cận với giới lãnh đạo Ả-rập khi dành cho kênh truyền hình Ả-rập, Al Arabiya, cuộc phỏng vấn đầu tiên của ông.
Ngày 19 tháng 3, Obama tiếp tục nỗ lực tiếp cận với thế giới Hồi giáo bằng cách gởi thông điệp năm mới qua một video đến nhân dân và chính quyền Iran, nhưng bị giới lãnh đạo Iran cự tuyệt. Đến tháng 4, bài diễn văn của Obama đọc tại Ankara, Thổ Nhĩ Kỳ được chính phủ các nước Ả-rập tiếp nhận cách thuận lợi. Ngày 4 tháng 6 năm 2009, trong diễn từ đọc tại Đại học Cairo, Ai Cập, Obama kêu gọi cho "một sự khởi đầu mới" trong mối quan hệ giữa thế giới Hồi giáo với Hoa Kỳ, ông cũng lên tiếng thúc đẩy tiến trình hòa bình ở Trung Đông.

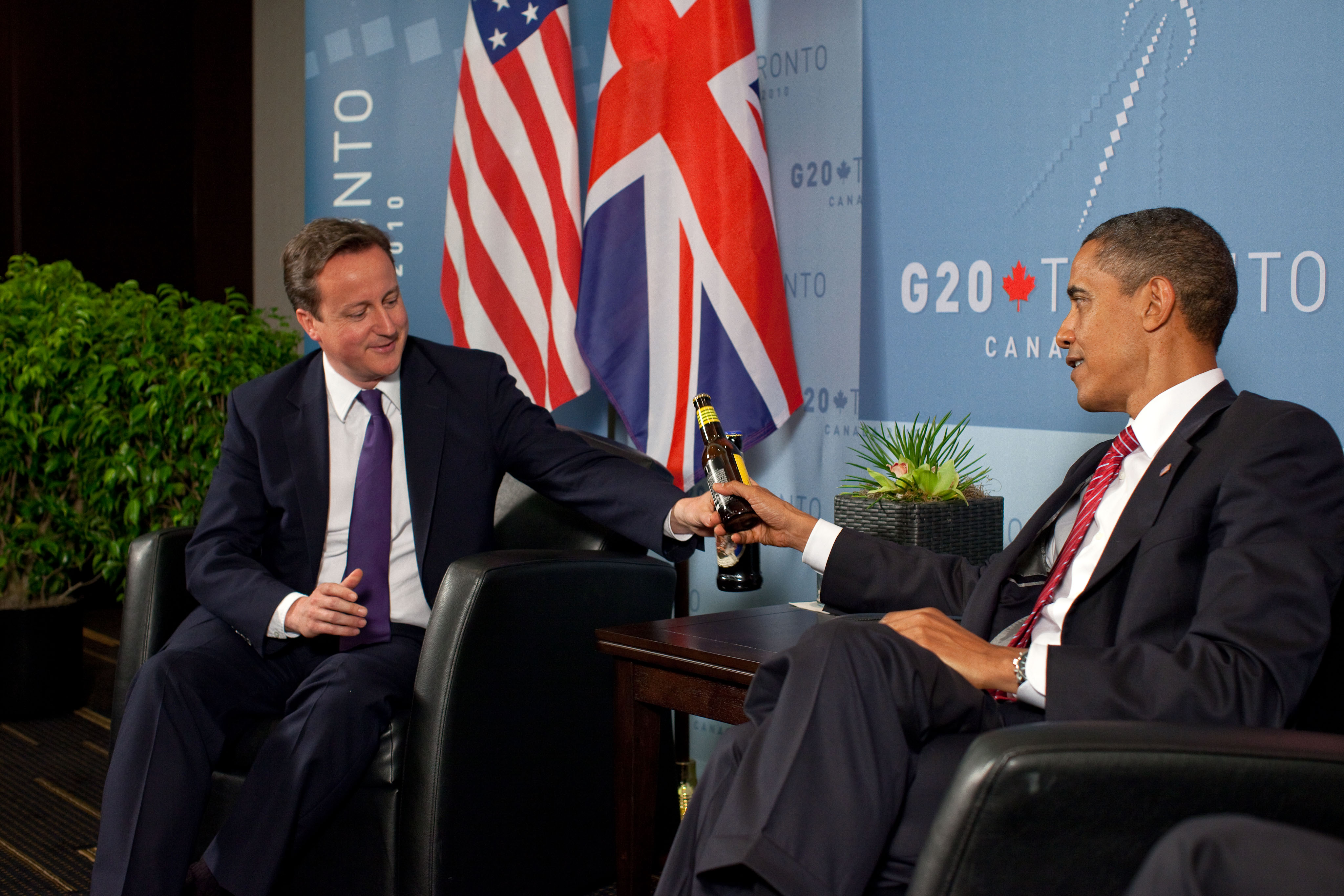
Obama gặp Thủ tướng Anh David Cameron trong Hội nghị Thượng đỉnh G-20, Toronto, năm 2010.

Ngày 26 tháng 6 năm 2009, phản ứng trước hành động của chính phủ Iran chống lại những người biểu tình sau cuộc bầu cử tổng thống 2009 ở Iran, Obama nói: "Sử dụng bạo lực chống lại họ là vô nhân đạo. Chúng tôi theo dõi và lên án chúng."
Ngày 24 tháng 9 năm 2009, Obama trở thành Tổng thống Hoa Kỳ đầu tiên chủ tọa một cuộc họp của Hội đồng Bảo an Liên Hợp Quốc.
tháng 3 năm 2010, Obama công khai chống lại kế hoạch của Thủ tướng Israel, Benjamin Netanyahu, tiếp tục đề án xây dựng nhà ở cho người Do Thái trong những khu dân cư có nhiều người Ả-rập ở khu Đông Jerusalem.
Cũng trong tháng này, một thỏa thuận đạt được với chính phủ Dmitry Medvedev của Nga thay thế Thỏa ước Cắt giảm Vũ trang Chiến lược 1991 bằng một hiệp ước mới cắt giảm một phần ba số lượng vũ khí hạt nhân tầm xa trong kho vũ khí của cả hai bên. Hiệp ước New START này được Obama và Medvedev ký kết trong tháng 4 năm 2010, và được Thượng viện Hoa Kỳ phê chuẩn vào tháng 12 năm 2010. Tuy vậy mối quan hệ giữa Mỹ và Nga đã trở nên xấu đi trong những năm tiếp theo sau những sự kiện như cuộc khủng hoảng ở Ukraine năm 2014 dẫn tới việc Nga sáp nhập Crimea cùng với sự can thiệp quân sự của Nga trong cuộc Nội chiến Syria, và từ cuối năm 2016 với những nghi ngờ về một sự can thiệp của Nga vào cuộc bầu cử tổng thống Mỹ.
Tháng 12 năm 2014, Obama tuyên bố ý định bình thường hóa quan hệ ngoại giao với Cuba. Ngày 20 tháng 7 năm 2015, các cơ quan đại diện quyền lợi tại thủ đô của Mỹ và Cuba được nâng cấp thành đại sứ quán. Tháng 5 năm 2016, trong chuyến công du đến Việt Nam, Obama đã dỡ bỏ lệnh cấm vận vũ khí sát thương của Hoa Kỳ đối với Việt Nam.

### Chiến tranh Iraq
Ngày 27 tháng 2 năm 2009, khi nói chuyện với binh sĩ Thủy quân Lục chiến Mỹ sắp được gửi đến Afghanistan, Obama tuyên bố rằng quân đội Hoa Kỳ sẽ chấm dứt các cuộc hành quân chiến đấu tại Iraq trong vòng 18 tháng, "Cho phép tôi trình bày điều này cách rõ ràng nhất: đến 31 tháng 8 năm 2010, nhiệm vụ chiến đấu của chúng ta tại Iraq sẽ chấm dứt." Cuộc triệt thoái sẽ được hoàn tất trong tháng 8 năm 2010, để lại một lực lượng chuyển tiếp từ 35 000 đến 50 000 binh sĩ cho đến cuối năm 2011.
Ngày 19 tháng 8 năm 2010, lữ đoàn chiến đấu cuối cùng rời khỏi Iraq. Lực lượng chuyển tiếp đảm trách công tác chống khủng bố, huấn luyện, trang bị, và cố vấn cho lực lượng an ninh Iraq.
Ngày 31 tháng 8 năm 2010, Obama tuyên bố nhiệm vụ chiến đấu của Hoa Kỳ tại Iraq đã chấm dứt.
Ngày 21 tháng 10 năm 2011, Tổng thống Obama tuyên bố toàn bộ binh sĩ Hoa Kỳ rời khỏi Iraq để kịp đoàn tụ với gia đình trong những ngày lễ.
Tháng 6 năm 2014, sau khi Mosul thất thủ về tay ISIL, Obama gởi 275 lính đến Iraq bảo vệ người Mỹ có mặt ở đất nước này cùng đại sứ quán Hoa Kỳ ở Bagdad. ISIL tiếp tục đà chiến thắng, thực hiện những vụ diệt chủng và tàn sát tập thể.
Tháng 8 năm 2014 khi đang xảy ra vụ thảm sát Sinjar, ISIL tàn sát khoảng từ 2 000 đến 5 000 người thiểu số sắc tộc Yazidi, Obama ra lệnh mở chiến dịch không kích chống ISIL.
Đến cuối năm 2014, còn 3 100 binh sĩ Mỹ tại Iraq  và 16 000 lần xuất kích do máy bay của Không lực và Hải quân Hoa Kỳ thực hiện.
Mùa xuân năm 2015, với sự tham gia của "Lữ đoàn Panther" thuộc Sư đoàn Không kỵ 82 số lượng binh sĩ Mỹ ở Iraq lên tới 4 400, đến tháng 7, các cuộc xuất kích do không quân Mỹ dẫn đầu lên đến 44 000 vụ.

### Chiến tranh Afghanistan
Từ lúc mới nhậm chức, Obama chủ trương tăng cường sức mạnh quân sự tại Afghanistan, ông tuyên bố gia tăng số binh sĩ Mỹ lên đến 17 000 người nhằm "đảo ngược tình hình đang sa sút tại Afghanistan", vùng đất theo ông đã không nhận đủ "sự quan tâm chiến lược và nguồn lực cần thiết".
tháng 5 năm 2009, Tổng thống thay thế tư lệnh quân đội tại đây, Tướng David D. McKiernan, bằng cựu tư lệnh Lực lượng Đặc biệt, Tướng Stanley A. McChrystal, ngụ ý rằng những kinh nghiệm của McChrystal trong Lực lượng Đặc biệt sẽ giúp áp dụng hiệu quả chiến thuật chống nổi dậy trong chiến tranh
. 
Ngày 1 tháng 12 năm 2009, Obama tuyên bố bổ sung 30 000 quân đến Afghanistan. Ông cũng đề xuất kế hoạch rút quân trong vòng 18 tháng kể từ ngày này.
Sau khi bộ chỉ huy của McChrystal chỉ trích nhân viên Tòa Bạch Ốc, tháng 6 năm 2010, David Petraeus được bổ nhiệm thay thế McChrystal.
Tháng 2 năm 2013, Obama hứa rút quân ở Afghanistan từ 68 000 xuống còn 34 000 vào tháng 2 năm 2014.
Tháng 9 năm 2015, chiến sự trở nên căng thẳng, Tòa Bạch Ốc công bố kế hoạch duy trì quân đội ở Afghanistan.

### Israel

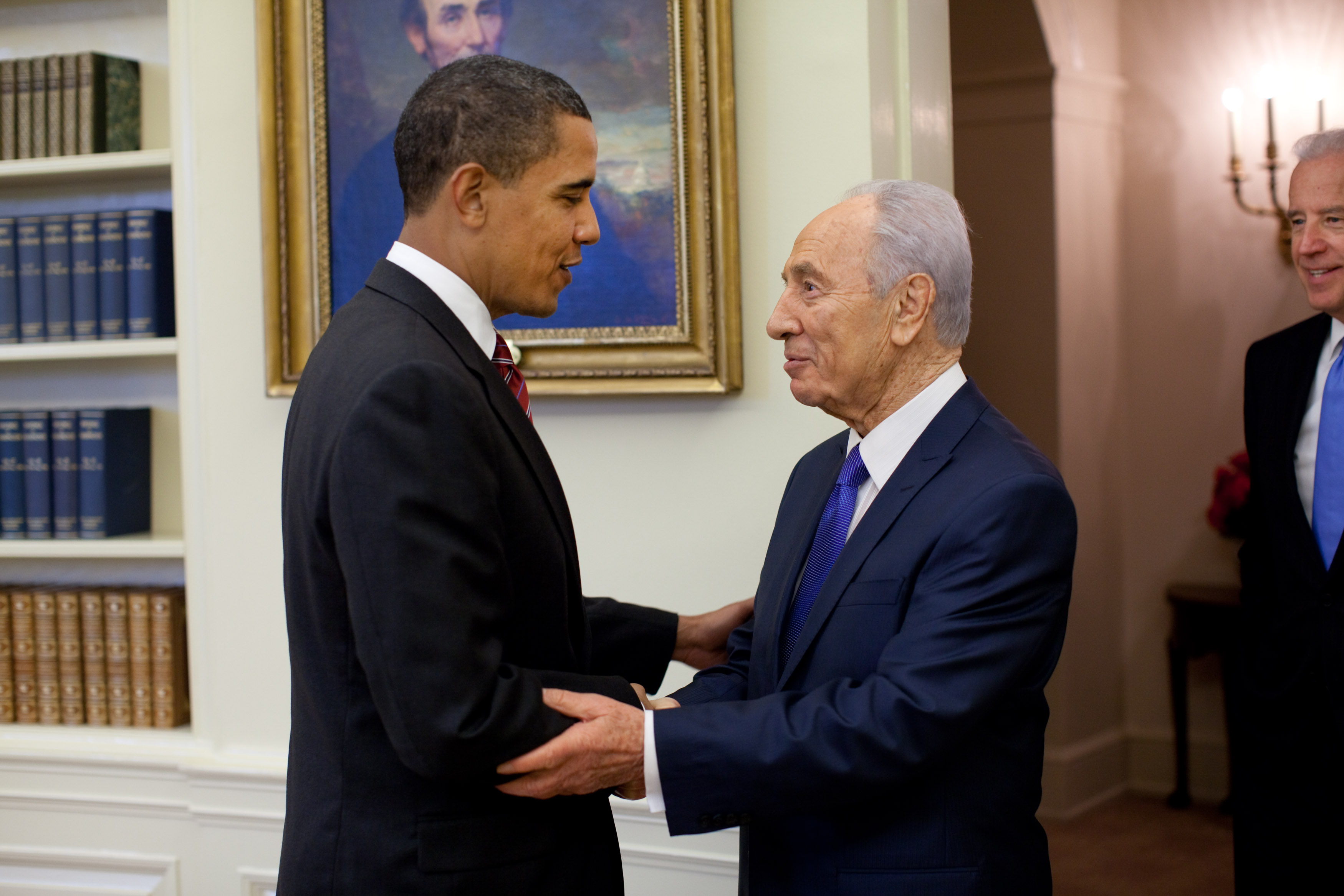
Obama gặp Tổng thống Israel Shimon Peres, 2009.

Obama miêu tả mối dây ràng buộc giữa Hoa Kỳ với Israel là "không thể phá vỡ được". Ngay từ đầu, chính phủ Obama đẩy mạnh hợp tác quân sự với Israel bằng cách tăng viện trợ quân sự, lập lại Nhóm Chính trị Quân sự Hoa Kỳ-Israel, và Nhóm Tư vấn Chính sách Quốc phòng, gia tăng các chuyến viếng thăm quân sự cao cấp giữa hai nước. Chính phủ Obama yêu cầu Quốc hội phân bổ tiền cho chương trình Iron Dome nhằm đáp trả đợt sóng tấn công bằng hỏa tiễn của Paestine nhắm vào Israel.
Trong năm 2011, Hoa Kỳ phủ quyết một nghị quyết của Hội đồng Bảo an Liên Hợp Quốc lên án các khu định cư của Israrel. Hoa Kỳ là quốc gia duy nhất chống lại nghị quyết này. Obama ủng hộ giải pháp hai nhà nước trong cuộc tranh chấp Ả-rập – Israel dựa trên hiện trạng năm 1967.
Năm 2014, Obama ví sánh phong trào Zion với Phong trào Dân quyền Mỹ, nói rằng cả hai phong trào này đều đấu tranh để giành công lý và quyền bình đẳng cho người dân bị bách hại, "Đối với tôi, ủng hộ Isarel và dân tộc Do Thái là một phần của các giá trị tôi vẫn đấu tranh cho kể từ lúc tôi quan tâm đến và tham gia vào chính trị."

### Libya
tháng 3 năm 2011, khi lực lượng trung thành với Muammar Gaddafi áp đảo những nhóm nổi dậy trên khắp lãnh thổ Libya, Âu châu và Liên đoàn Ả-rập lên tiếng kêu gọi thành lập một khu vực cấm bay, và Thượng viện Hoa Kỳ nhất trí thông qua một nghị quyết.
Phản ứng trước Nghị quyết 1973 của Hội đồng Bảo an Liên Hợp Quốc, Gaddafi – trước đó thề rằng sẽ "không dung tha" đối với phe nổi dậy ở Benghazi – tuyên bố ngưng lập tức mọi hoạt động quân sự. Tuy nhiên, có những báo cáo về việc binh sĩ của Gaddafi tiếp tục nã pháo vào Misrata. Hôm sau, theo chỉ thị của Obama, quân lực Hoa Kỳ dẫn đầu các cuộc không kích, sử dụng hỏa tiễn Tomahawk, oanh tạc cơ tàng hình B-2 Spirit, và các chiến đấu cơ hủy diệt khả năng phòng vệ của chính phủ Libya với lý do bảo vệ tính mạng thường dân và cưỡng chế thi hành lệnh cấm bay.

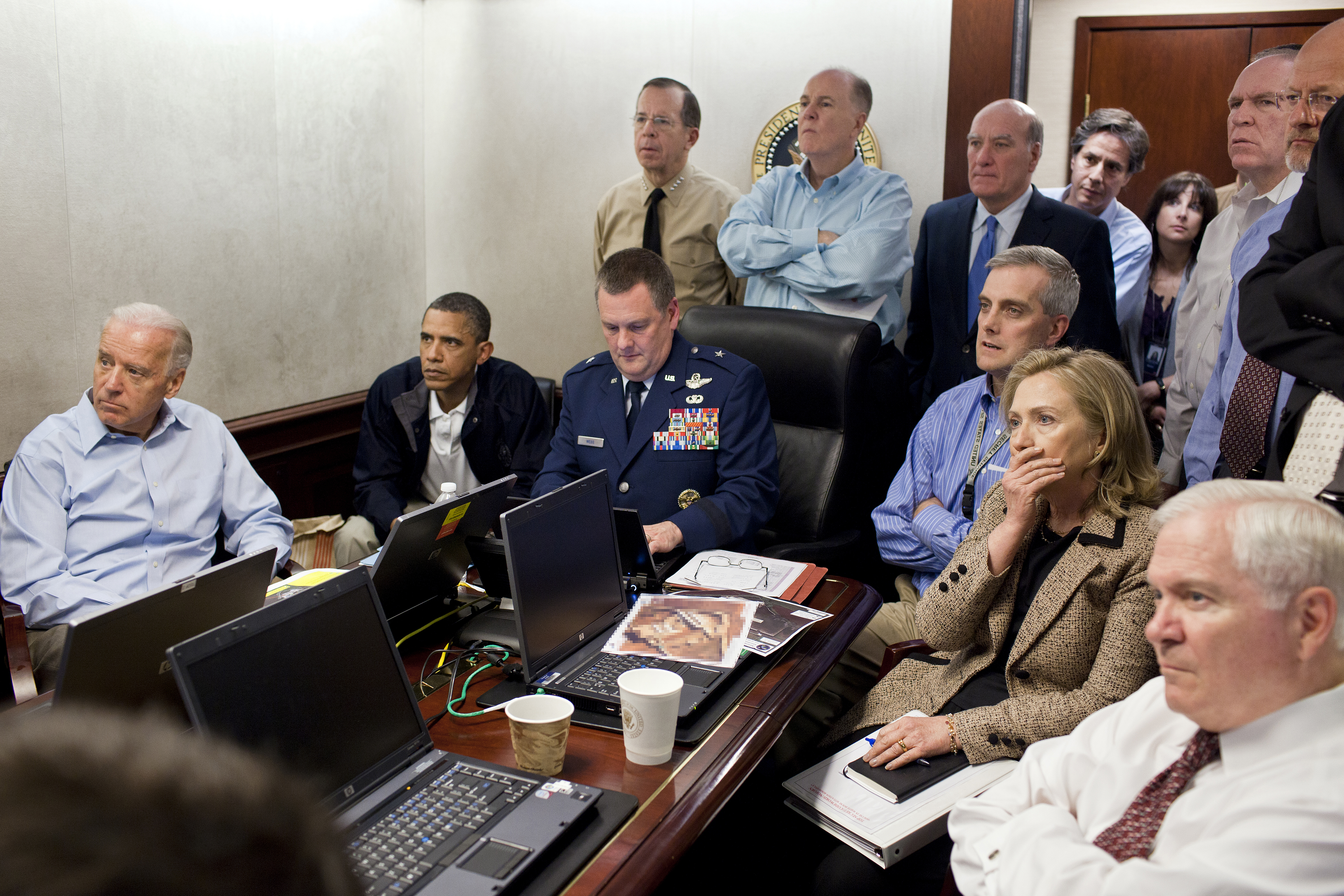
Obama và các viên chức cao cấp Hoa Kỳ đang theo dõi diễn biến Chiến dịch Neptune Spear dẫn đến việc sát hại Osama bin Laden ngày 2 tháng 5 năm 2011.

Sáu ngày sau, 25 tháng 3, với sự đồng thuận của 23 thành viên, NATO lãnh đạo chiến dịch Operation Unified Protector. Sự hỗ trợ của NATO là nhân tố quyết định dẫn đến sự sụp đổ của chế độ Gaddafi ngày 23 tháng 10 năm 2011.

### Nội chiến tại Syria
Ngày 18 tháng 10 năm 2011, trong giai đoạn đầu của cuộc nội chiến, Obama dõng dạc tuyên bố "Assad phải ra đi", vì chính nghĩa của người dân Syria. Tới ngày 19 tháng 11 năm 2015 Obama tái khẳng định lập trường của mình. Cuối cùng Obama cũng cho lập chương trình huấn luyện phiến quân chống Assad, song do thu được kết quả rất hạn chế nên năm 2015 phải bị bãi bỏ.
Sau khi xảy ra vụ tấn công bằng vũ khí hóa học trong năm 2013 được cho là do chế độ Assad thực hiện, Obama nhấn mạnh rằng Assad phải từ bỏ vũ khí hóa học, cuối cùng cũng có một thỏa hiệp theo đó Assad từ bỏ nhiều vũ khí hóa học nhưng những vụ tấn công bằng khí gas chlorine vẫn tiếp diễn. Năm 2014, một mặt Obama cho mở những cuộc không kích nhắm vào lực lượng ISIL, mặt khác luôn nhấn mạnh rằng Hoa Kỳ sẽ không gởi quân đến chiến đấu ở Syria.

### Osama bin Laden
Khởi đầu với những thông tin tiếp nhận trong tháng 7 năm 2010, mạng lưới tình báo của CIA trong những tháng kế tiếp xác định rằng Osama bin Laden đang trú ẩn trong một tòa nhà kín đáo ở Abbottabad, một vùng ngoại ô cách Islamabad, thủ đô Pakistan, 35 dặm. tháng 3 năm 2011, Giám đốc CIA Leon Panetta tường trình những thông tin tình báo cho Tổng thống Obama. Trong sáu tuần kế tiếp, khi họp bàn với các cố vấn an ninh, Obama bác bỏ kế hoạch ném bom, nhưng cho phép toán đặc nhiệm SEAL của Hải quân Hoa Kỳ đột kích vào tòa nhà.
Kết quả thu được từ cuộc đột kích, tiến hành ngày 1 tháng 5 năm 2011, là cái chết của bin Laden, nhiều giấy tờ bị thu giữ, cùng những đĩa vi tính. Thi thể của bin Laden được nhận dạng nhờ xét nghiệm DNA, rồi được thủy táng chỉ vài giờ sau đó.
Vào chiều tối ngày 1 tháng 5 tại Washington, D.C., ngay sau khi Tổng thống thông báo, nhiều cuộc ăn mừng tự phát diễn ra trên khắp đất nước, và những đám đông hoan hỉ tụ họp bên ngoài Tòa Bạch Ốc, tại khu bình địa và Quảng trường Times ở New York. 
Trong số những phản ứng tích cực đến từ hai chính Đảng và từ nhiều quốc gia trên thế giới có lời chúc tụng của các cựu tổng thống Bill Clinton và George W. Bush.

### Iran
Năm 2013, chính quyền Obama mở những cuộc thương thuyết với Iran nhằm ngăn cản quốc gia này sở hữu vũ khí hạt nhân. Những cuộc thương thuyết kéo dài hai năm với nhiều lần đứt quãng, cuối cùng hai bên thông báo một thỏa thuận vào ngày 14 tháng 7 năm 2015. Iran cam kết không chế tạo vũ khí hạt nhân, đổi lại Mỹ sẽ gỡ bỏ lệnh cấm vận. Trong khi Obama ca ngợi thỏa ước như là một bước tiến tới một thế giới có nhiều hi vọng hơn, Đảng Cộng hòa và giới bảo thủ, trong đó có Thủ tướng Israel Benjamin Netanyahu, đưa ra nhiều lời chỉ trích mạnh mẽ.

### Cuba

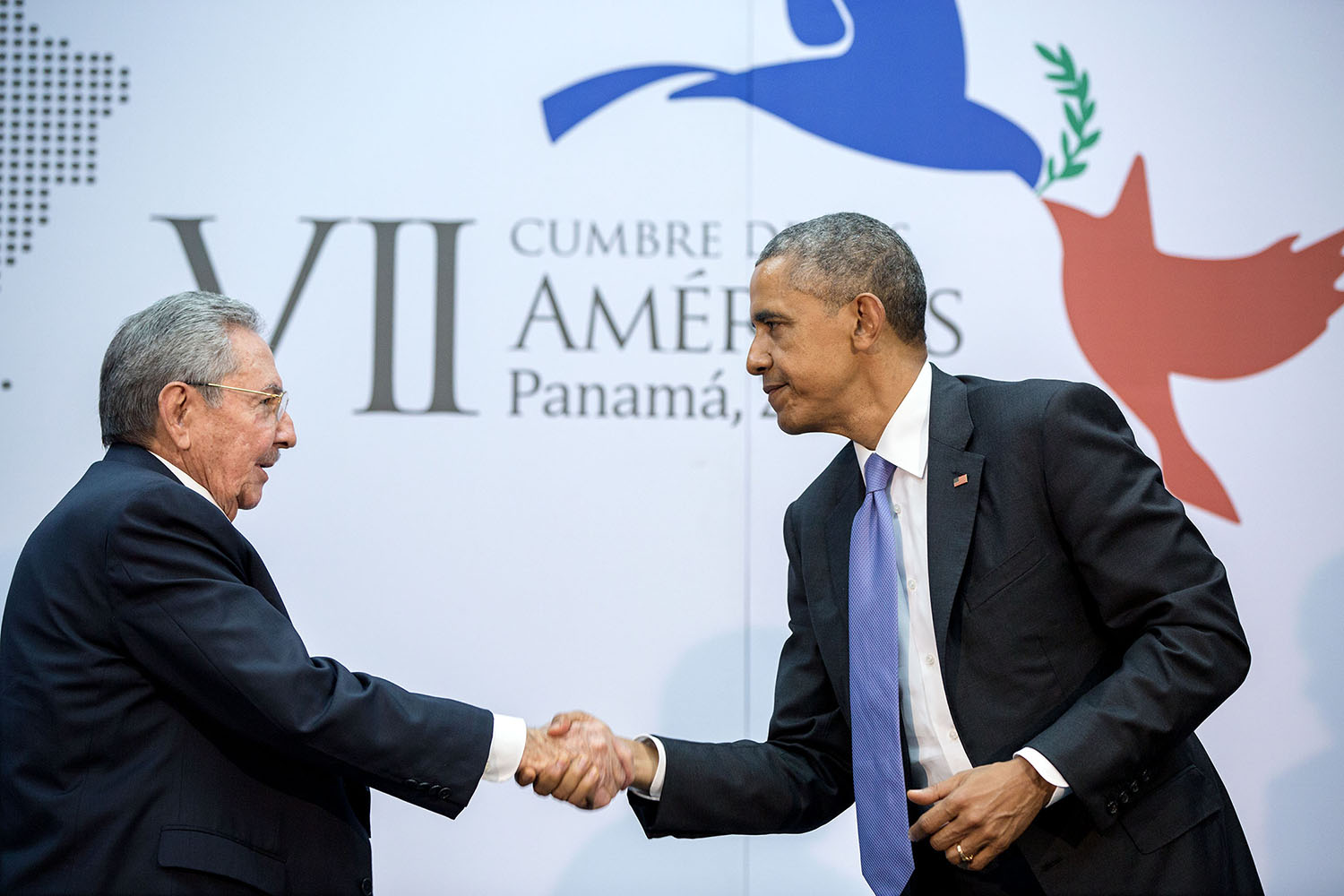
Cuộc hội kiến giữa Tổng thống Obama và Chủ tịch Cu-ba Raúl Castro Panama, tháng 4 năm 2015

Đã có những cuộc gặp gỡ bí mật giữa Hoa Kỳ và Cuba tại các địa điểm trung lập như Canada và Vatican từ mùa xuân năm 2013. Giáo hoàng Francis khuyên Hoa Kỳ và Cuba nên trao đổi tù nhân như là một cử chỉ thiện chí. Ngày 10 tháng 12 năm 2013, Chủ tịch Cuba Raul Castro, trong một động thái công khai đầy ý nghĩa, chào mừng và bắt tay Obama trong lễ tưởng niệm Nelson Mandela ở Johannesburg.
Tháng 12 năm 2014, Obama, qua sự trung gian của Giáo hoàng Francis, mở những cuộc thương thuyết nhằm phục hồi bang giao với Cuba sau 54 năm thù địch. Tờ New Republic gọi sự kiện này là "thành quả ngoại giao tốt nhất của Obama."  Ngày 1 tháng 7 năm 2015, Obama tuyên bố bang giao chính thức giữa hai quốc gia được phục hồi, rồi hai đại sứ quán được mở tại Washington và Havana.
Obama mở một cuộc viếng thăm kéo dài hai ngày đến Havana trong tháng 3 năm 2016, trở thành tổng thống đương nhiệm đầu tiên của Hoa Kỳ đến thăm đất nước này kể từ chuyến công du của Tổng thống Calvin Coolidge thực hiện trong năm 1928.

### Châu Phi
Là Tổng thống Hoa Kỳ đầu tiên nói chuyện trước Liên minh châu Phi ở Addis Ababa, Ethiopia ngày 29 tháng 7 năm 2015, Obama kêu gọi thế giới gia tăng mối ràng buộc kinh tế qua đầu tư và thương mại với lục địa này, và ca ngợi những tiến bộ trong giáo dục, cơ sở hạ tầng, và kinh tế. Ông cũng phê phán việc thiếu dân chủ, chỉ trích những nhà lãnh đạo tham quyền cố vị, cùng sự kỳ thị đối với các cộng đồng thiểu số (LGBT, các nhóm tôn giáo và sắc tộc) cũng như tình trạng tham nhũng trên lục địa này. Ông đề nghị đẩy mạnh tiến trình dân chủ hóa và thương mại tự do, đồng thời cải thiện chất lượng sống cho người dân ở châu Phi. Obama cũng đến thăm Kenya, quê hương của thân phụ ông.

### Tưởng niệm các nạn nhân của vụ ném bom nguyên tử Hiroshima
Vào ngày 27 tháng 5 năm 2016, 2 tháng trước lễ kỷ niệm 71 năm ngày Mỹ ném bom nguyên tử xuống thành phố Hiroshima trong Thế chiến II, Obama trở thành tổng thống Mỹ đầu tiên đến thăm Hiroshima. Cùng với Thủ tướng Nhật Bản Shinzō Abe, Obama đã bày tỏ lòng tôn kính đối với các nạn nhân của vụ đánh bom tại Bảo tàng Tưởng niệm Hòa bình Hiroshima.

## Hình ảnh chính trị và văn hóa
| “                                                                    | Đất nước này có nhiều của cải hơn bất cứ quốc gia nào khác, nhưng điều đó không làm chúng ta giàu có. Chúng ta có quân đội hùng cường nhất trong lịch sử, nhưng điều đó không làm chúng ta mạnh mẽ. Nền đại học và văn hóa của chúng ta khiến thế giới phải ganh tị, nhưng điều đó không kéo thế giới đến gần với chúng ta. Điều làm nước Mỹ nổi bật là những ràng buộc khiến đất nước đa dạng nhất này trên Trái Đất đoàn kết với nhau... Đó là điều khiến nước Mỹ trở nên vĩ đại. | ” |
| —Barack Obama, Diễn văn Chiến thắng trong kỳ bầu cử tổng thống 2012. | |   |

Cha là người Kenya, mẹ người Mỹ gốc Âu, lớn lên ở Honolulu và Jakarta, theo học tại những viện đại học tinh hoa của nước Mỹ (thuộc Ivy League), những trải nghiệm ban đầu của Obama khác biệt đáng kể với thế hệ chính khách người Mỹ gốc Phi khởi nghiệp chính trị của mình trong thập niên 1960 bằng cách tham gia các cuộc đấu tranh của Phong trào Dân quyền Mỹ.
Bày tỏ sự kinh ngạc về những tra vấn liệu ông có "đủ đen" không, trong một lần nói chuyện với Hiệp hội Nhà báo Da đen vào tháng 8 năm 2007, Obama nhận xét rằng vấn đề không phải là ngoại diện hoặc thành tích của ông về những sự việc liên quan đến cử tri da đen, nhưng là "não trạng của chúng ta vẫn còn bị câu thúc bởi ý tưởng cho rằng bất cứ ai tìm kiếm sự ủng hộ từ những người anh em da trắng đều bị coi là đang làm một điều sai trái".
Obama thường được nhắc đến như là một nhà hùng biện xuất sắc. Từ giai đoạn chuẩn bị nhậm chức và suốt nhiệm kỳ tổng thống, mỗi tuần ông đều có một bài nói chuyện được đưa lên Internet.
Theo Gallup, Obama khởi đầu nhiệm kỳ với tỷ lệ ủng hộ là 68%, rồi suy giảm đều đặn suốt trong năm, cuối cùng chạm đáy vào tháng 8 năm 2010 ở mức 41%, tương tự với những gì xảy ra với hai tổng thống tiền nhiệm của ông, Ronald Reagan và Bill Clinton trong năm đầu tiên của họ tại Tòa Bạch Ốc. Tỷ lệ này tăng lên đôi chút sau cái chết của Osama bin Laden, kéo dài đến tháng 6 năm 2011 rồi rơi tuột trở lại mức cũ vào thời điểm trước khi mở cuộc hành quân tiêu diệt bin Laden.
Tuy nhiên, theo cuộc khảo sát của Harris Interactive vào tháng 1 năm 2009 cho kênh truyền hình France 24 và nhật báo International Herald Tribune, Obama được xem là nhà lãnh đạo thế giới nhiều quyền lực nhất cũng như được tôn trọng nhất. Trong một cuộc khảo sát vào tháng 5 năm 2009 của Harris, Obama được đánh giá là nhà lãnh đạo thế giới được yêu thích nhất, và là nhân vật được kỳ vọng nhất có thể dẫn dắt thế giới ra khỏi cơn suy thoái kinh tế.

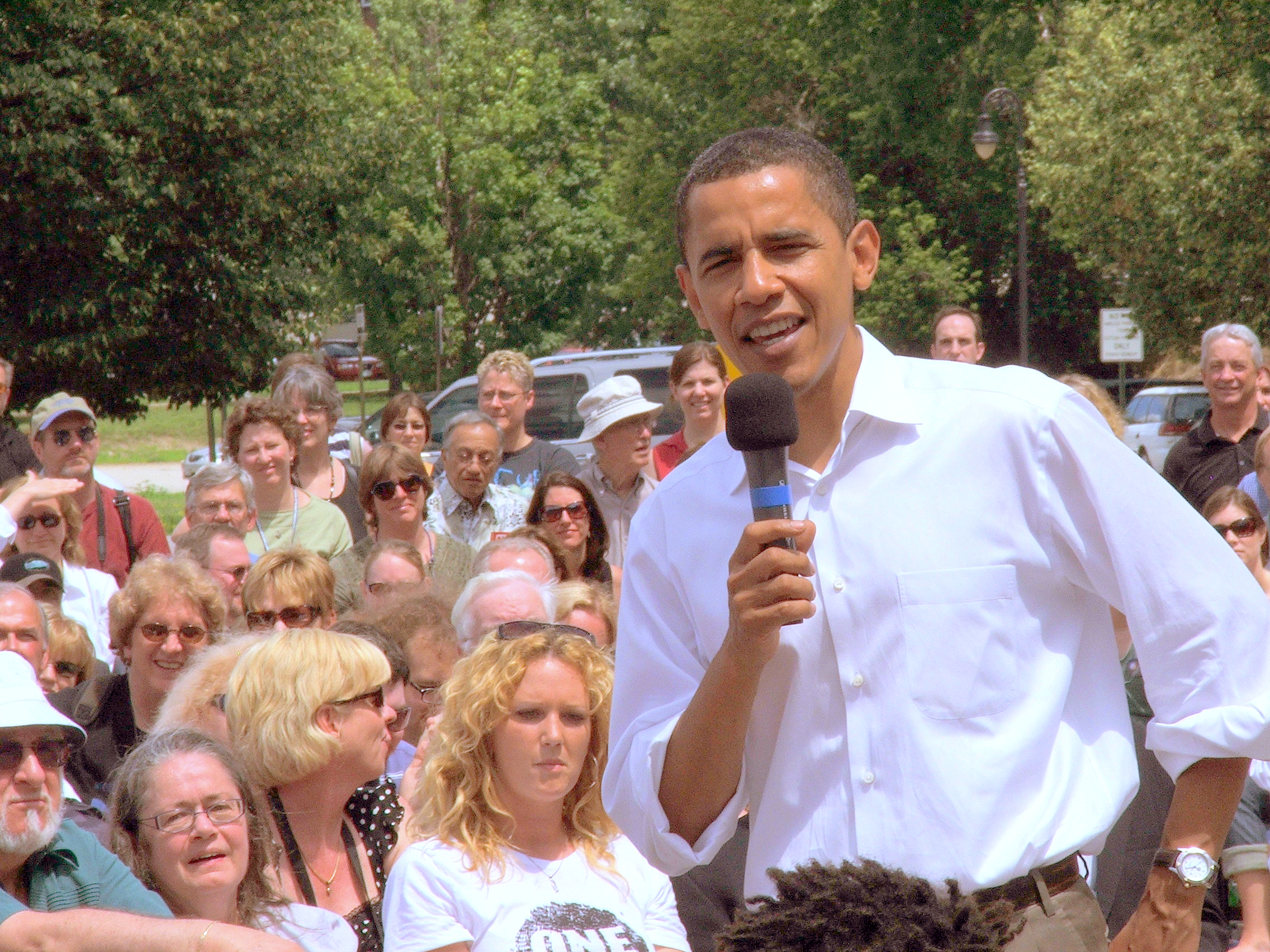
Obama tại New Hampshire, 2007.

Obama được trao Giải Grammy cho album nói hay nhất về phiên bản audio của quyển Dreams from My Father trong tháng 2 năm 2006 và cho quyển The Audacity of Hope trong tháng 2 năm 2008. Bài diễn văn chấp nhận thua cuộc trong kỳ bầu cử sơ bộ ở New Hampshire của Obama được phổ nhạc, khi video "Yes We Can" được đưa lên YouTube liền có 10 triệu lượt xem ngay trong tháng đầu tiên, và được nhận Giải Daytime Emmy. tháng 12 năm 2008, Obama được tạp chí Time chọn làm Nhân vật của Năm do nỗ lực của ông trong kỳ bầu cử tổng thống mà tạp chí này miêu tả là "cuộc hành trình vững chãi để đạt đến những thành quả hầu như là bất khả".
Ngày 9 tháng 10 năm 2009, Ủy ban Nobel Na Uy tuyên bố Obama đoạt Giải Nobel Hòa bình 2009 "do những nỗ lực phi thường của ông nhằm củng cố nền ngoại giao quốc tế và sự hợp tác giữa các dân tộc". Ngày 10 tháng 12 năm 2009, Obama đến Oslo nhận giải với thái độ "hết sức khiêm tốn và lòng biết ơn sâu sắc". Lần trao giải này gây ra những phản ứng trái nghịch nhau từ những nhà lãnh đạo thế giới cũng như giới truyền thông. Tờ New York Times gọi sự kiện này là "một sự ngạc nhiên đến bất ngờ". Obama là người thứ tư trong số các Tổng thống Hoa Kỳ được trao giải Nobel Hòa bình, và là người thứ ba nhận giải khi đương chức.

## Đời tư

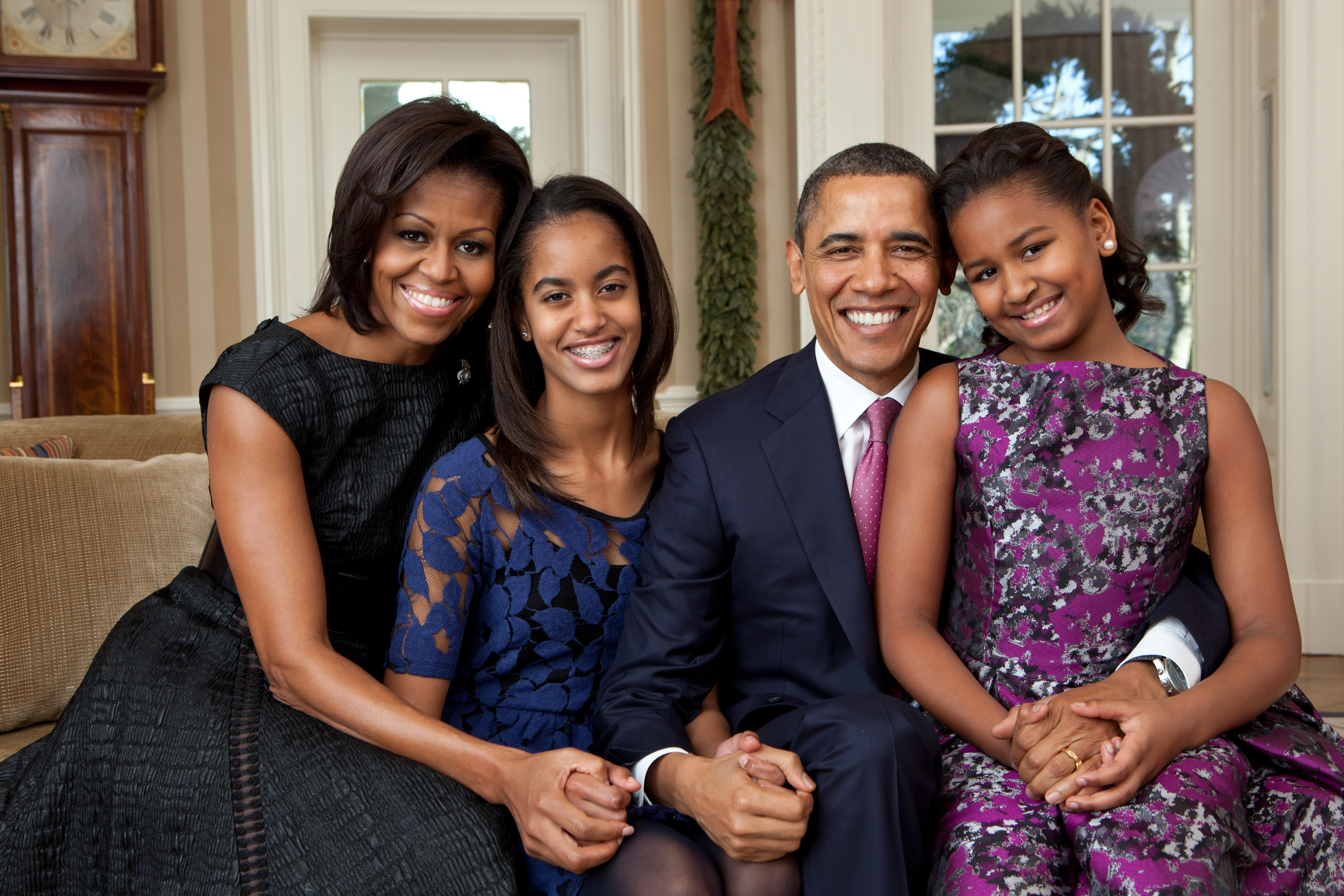
Obama với Michelle cùng hai con gái, Sasha và Malia, trong Tòa Bạch Ốc (2011).

Cả những người ủng hộ lẫn chỉ trích đều xem hình ảnh của Obama như là một nhân cách trung tính mà bất cứ ai cũng có thể lồng vào đó quá khứ và khát vọng của mình. Những câu chuyện của Obama về nguồn gốc gia đình củng cố thêm nữa điều mà một bài viết đăng trên tạp chí The New Yorker tháng 5 năm 2004 miêu tả là hình ảnh chung cho mọi người. Trong quyển Dreams from My Fathers, ông gắn kết lịch sử gia đình họ ngoại với tổ tiên là người Mỹ bản địa và là họ hàng xa với Jefferson Davis, tổng thống Liên minh miền Nam trong cuộc Nội chiến Mỹ.
Còn khi nói chuyện trước một cử tọa người Do Thái trong cuộc đua vào Thượng viện Hoa Kỳ năm 2004, Obama tìm thấy sự tương đồng trong nguồn gốc ngôn ngữ giữa cái tên Barack bắt nguồn từ Đông Phi với tên Baruch, trong tiếng Hebrew nghĩa là "người được chúc phúc".
Tháng 10 năm 2006, khi xuất hiện trong chương trình truyền hình The Oprah Winfrey Show, Obama nói về tính đa dạng trong đại gia đình của mình: "Michelle sẽ bảo cho các bạn biết, khi họp mặt vào dịp Giáng sinh hoặc Lễ Tạ ơn, thì đây đúng là một Liên Hợp Quốc thu nhỏ. Tôi có những người họ hàng trông giống như Bernie Mac (diễn viên và danh hài người Mỹ gốc Phi), trong khi những người khác trông giống như Margaret Thatcher. Ở đây chúng tôi có tất cả".

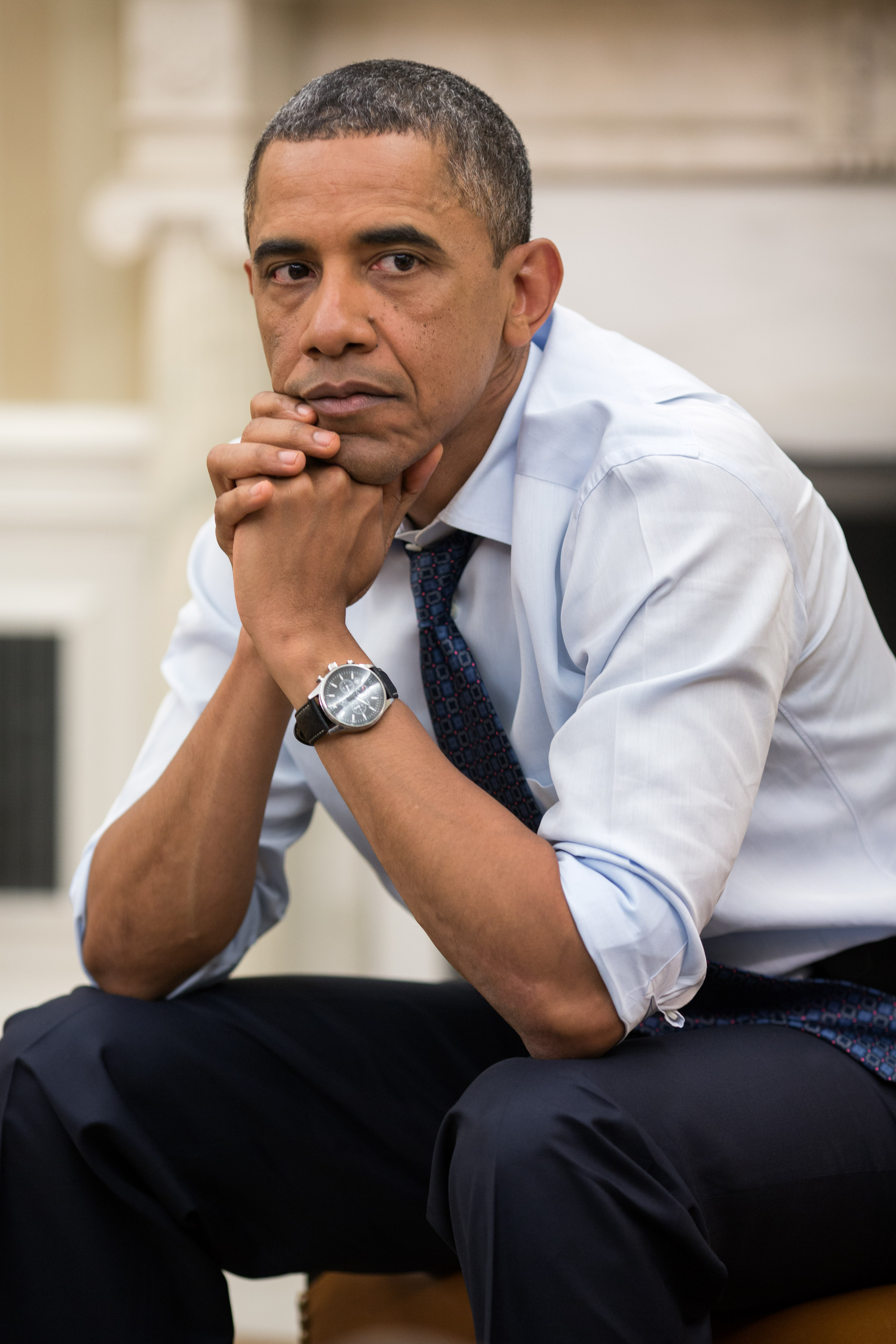
Obama, một khoảnh khắc trong phòng bầu dục, 29 tháng 12 năm 2012

Obama gặp người vợ tương lai của mình, Michelle Robinson, năm 1988 khi nhận một công việc mùa hè cho văn phòng luật sư Sidley & Austin ở Chicago. Là cố vấn cho Obama tại công ty, Robinson cùng làm việc với Obama trong các hoạt động xã hội theo nhóm. Đến cuối hè, họ bắt đầu hẹn hò, đính hôn năm 1991 và kết hôn vào tháng 10 năm 1992. Con gái đầu của hai người, Malia Ann, chào đời năm 1999, kế đó là Natasha ("Sasha") năm 2001.
Năm 2005, gia đình Obama dọn đến ngôi nhà mới trị giá 1,6 triệu USD ở Kenwood. Tháng 12 năm 2007, tạp chí Money ước tính tài sản của gia đình Obama là 1,3 triệu. Khoản hoàn trả thuế năm 2007 cho thấy lợi tức của họ là 4,2 triệu USD, tăng từ khoảng 1 triệu USD năm 2006, và 1,6 triệu USD năm 2005, hầu hết là nhờ vào tiền bán sách.
Obama có bảy anh chị em cùng cha khác mẹ, sáu trong số họ còn sống, và một em gái cùng mẹ khác cha, Maya Soetoro-Ng. Soetoro-Ng kết hôn với một người Canada gốc Hoa.
Obama thích chơi bóng rổ, thời trung học từng là thành viên đội bóng rổ liên trường. Ông thuận tay trái, nhưng lại thích sử dụng tay phải trong một số động tác chơi bóng.. Obama cũng là một người rất đam mê golf, ông nói rằng chơi golf là một trong số ít những lần ông cảm thấy mình "như một người bình thường" .
Obama đã lập kỷ lục thế giới Guinness mới khi ông tham gia mạng xã hội Twitter với nickname là @POTUS vào ngày 18 tháng 5 năm 2015 và nhanh chóng đạt được 1 triệu người theo dõi chỉ sau bốn giờ và năm mươi hai phút, đánh bại kỷ lục trước đó 23 giờ và 22 phút của nam diễn viên Robert Downey Jr 
Trước khi tuyên bố tranh cử, Obama bắt đầu bỏ thuốc lá, ông nói với tờ Chicago Tribune "Trong vài năm qua, từng hồi từng lúc tôi đã bỏ thuốc. Vợ tôi kiên quyết yêu cầu tôi bỏ thuốc, nếu không tôi sẽ không chịu đựng nổi áp lực của chiến dịch tranh cử". Đầu năm 2011, vợ ông tự hào tuyên bố với báo chí rằng ông đã cai thuốc thành công.

### Niềm tin tôn giáo

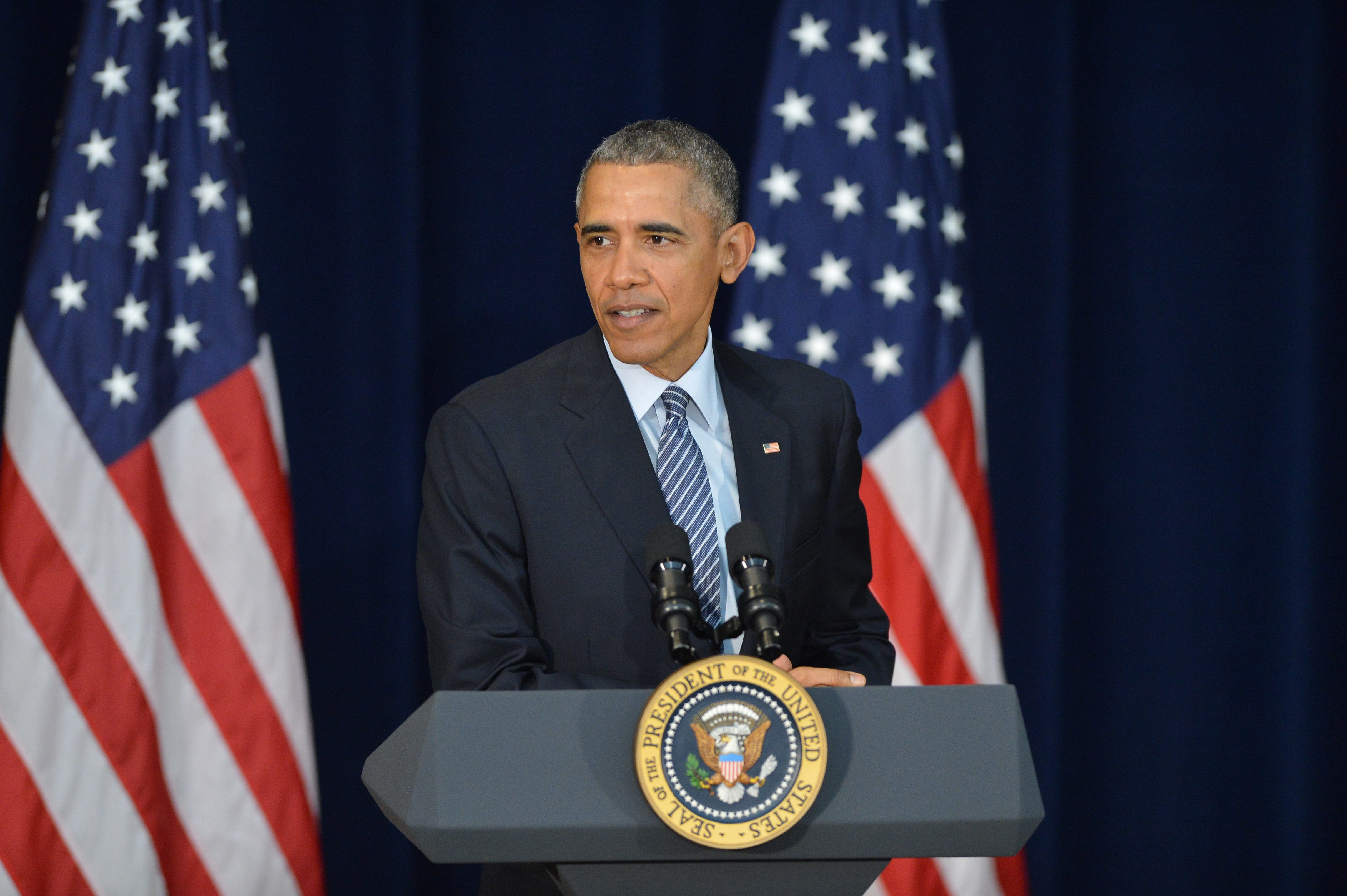
Obama, tháng 3 năm 2016

Obama tiếp nhận đức tin Cơ Đốc khi đã trưởng thành. Một chủ đề trong bài diễn văn quan trọng đọc tại Đại hội Toàn quốc Đảng Dân chủ năm 2004, cũng là tựa đề một quyển sách xuất bản năm 2006 của Obama, The Audacity of Hope, được truyền cảm hứng bởi quản nhiệm nhà thờ của ông, Mục sư Jeremiah Wright. Trong chương 6 tựa đề "Đức tin", Obama viết ông "không được nuôi dưỡng trong một gia đình có niềm tin tôn giáo". Obama miêu tả ông bà ngoại như là những tín hữu Giám Lý và Baptist chỉ trên danh nghĩa, nhưng mẹ ông, khi đến với tôn giáo, trở thành "người mộ đạo nhất mà tôi từng biết". Obama miêu tả người cha gốc Kenya của mình dù "được giáo dưỡng trong môi trường Hồi giáo" lại là "một người vô thần" và người cha kế gốc Indonesia là "người xem tôn giáo là điều chẳng mang lại lợi ích cụ thể nào".
Cuốn sách cũng thuật lại sự kiện Obama, lúc ấy ở tuổi hai mươi, khi đang làm việc cho một nhà thờ địa phương trong cương vị một nhân viên tổ chức cộng đồng, đã nhận ra rằng "sức mạnh của truyền thống tôn giáo trong cộng đồng người Mỹ gốc Phi có thể kích hoạt sự thay đổi trong xã hội". Obama viết: "Từ những nhận thức này – niềm tin tôn giáo không đòi hỏi tôi phải từ bỏ ý thức phê phán, chấm dứt các nỗ lực tranh đấu cho sự công bằng xã hội và kinh tế, hay rút lui khỏi thế giới mà tôi hiểu biết và yêu quý – tôi đã đến Nhà thờ Trinity United Church of Christ (thuộc hệ phái Tự trị Giáo đoàn) để chịu lễ báp têm".
Trong một lần nói chuyện với Sarah Pulliam và Ted Olsen của tạp chí Christianity Today, Obama khẳng định: "Tôi tin vào sự chết cứu chuộc và sự sống lại của Chúa Giê-xu Cơ Đốc. Tôi tin rằng đức tin ấy là con đường dẫn tôi đến sự tẩy sạch tội lỗi và được hưởng sự sống đời đời. Nhưng quan trọng hơn, tôi tin vào hình mẫu mà Chúa Giê-xu đã thiết lập bằng cách cho người đói ăn, chữa lành người bệnh tật, và luôn ưu tiên cho những người thấp hèn nhất hơn là cho những kẻ quyền thế".
Tháng 5 năm 2008, do bất đồng với một tuyên bố gây nhiều tranh cãi của Mục sư Jeremiah Wright, Obama rút lui khỏi Nhà thờ Trinity United Church of Christ.
Theo một cuộc khảo sát do Pew Research Center thực hiện trong năm 2010 chỉ có 34% người dân Mỹ biết tổng thống của họ là tín hữu Tin Lành (sút giảm 14% so với năm 2009). Trong khi đó, đến 48% dân Mỹ không biết tôn giáo của Obama là gì, và 18% tin rằng ông là người Hồi giáo.
Sau một thời gian kéo dài tìm kiếm một nhà thờ thích hợp cho Obama và gia đình ở Washington, đến tháng 6 năm 2009 tổng thống cho biết địa điểm thờ phượng chính của ông là Nhà thờ Evergreen trong Trại David.

### Sách giấy
- Obama, Barack (ngày 18 tháng 7 năm 1995). Dreams from My Father (ấn bản thứ 1). New York: Times Books. ISBN 0-8129-2343-X.
- ——————— (ngày 17 tháng 10 năm 2006). The Audacity of Hope (ấn bản thứ 1). New York: Crown Publishing Group. ISBN 978-0-307-23769-9.
- ——————— (ngày 16 tháng 11 năm 2010). Of Thee I Sing (ấn bản thứ 1). New York: Alfred A. Knopf. ISBN 978-0-375-83527-8.
- ——————— (ngày 17 tháng 11 năm 2020). A Promised Land (ấn bản thứ 1). New York: Crown Publishing Group. ISBN 978-1-5247-6316-9.

### Sách nói
- 2006: The Audacity of Hope: Thoughts on Reclaiming the American Dream (do chính tác giả đọc), Random House Audio, ISBN 978-0-7393-6641-7
- 2020: A Promised Land (do chính tác giả đọc)

### Bài báo
- Obama, Barack (1988). "Why organize? Problems in the inner city". Illinois Issues. Quyển XIV số 8 & 9. tr. 40–42. ISSN 0738-9663.
- ——————— (1990). "Tort Law. Prenatal Injuries. Supreme Court of Illinois Refuses to Recognize Cause of Action Brought by Fetus Against Its Mother for Unintentional Infliction of Prenatal Injuries. Stallman v. Youngquist, 125 Ill. 2d 267, 531 N. E.2d 355 (1988)". Harvard Law Review. Quyển 103 số 3. tr. 823–828. doi:10.2307/1341352. JSTOR 1341352.[317]
- ——————— (2005). "Bound to the Word". American Libraries. Quyển 36 số 7. tr. 48–52. JSTOR 25649652.
- ———————; Clinton, Hillary (ngày 25 tháng 5 năm 2006). "Making Patient Safety the Centerpiece of Medical Liability Reform". The New England Journal of Medicine. Quyển 354 số 21. tr. 2205–2208. doi:10.1056/NEJMp068100. PMID 16723612.
- ——————— (2007). "Renewing American Leadership". Foreign Affairs. Quyển 86 số 4. tr. 2–16. JSTOR 20032411.
- ——————— (2008). "A More Perfect Union". The Black Scholar. Quyển 38 số 1. tr. 17–23. doi:10.1080/00064246.2008.11413431. JSTOR 41069296. S2CID 219318643.
- ——————— (2009). "What Science Can Do". Issues in Science and Technology. Quyển 25 số 4. tr. 23–30. JSTOR 43314908.
- ——————— (2009). "A New Beginning". Zeitschrift für Staats- und Europawissenschaften (ZSE). Quyển 7 số 2. tr. 173–186. doi:10.5771/1610-7780-2009-2-173. JSTOR 26165626.
- ——————— (ngày 8 tháng 1 năm 2016). "Our Shared Responsibility". The New York Times. tr. 23 (Phần A).
- ——————— (ngày 2 tháng 8 năm 2016). "United States Health Care Reform: Progress to Date and Next Steps". Journal of the American Medical Association. Quyển 130 số 5. tr. 811–866. doi:10.1001/jama.2016.9797. PMC 5069435. PMID 27400401.
- ——————— (ngày 5 tháng 1 năm 2017). "The President's Role in Advancing Criminal Justice Reform" (PDF). Harvard Law Review. Quyển 130 số 3. tr. 811–866. JSTOR 44865604.
- ——————— (ngày 13 tháng 1 năm 2017). "The Irreversible Momentum of Clean Energy". Science. Quyển 355 số 6321. tr. 126–129. Bibcode:2017Sci...355..126O. doi:10.1126/science.aam6284. PMID 28069665. S2CID 30991274.
- ——————— (tháng 5 năm 2017). "Repealing the ACA Without a Replacement—the Risks to American Health Care". Obstetrical & Gynecological Survey. Quyển 72 số 5. tr. 263–264. doi:10.1097/OGX.0000000000000447. S2CID 80088566.

## Đặt tên
Tên của ông còn là nguồn cảm hứng cho các nhà khoa học đặt tên:
Năm 2007, tên ông được đặt cho loài địa y mới là Caloplaca Obama.
Năm 2016, Viện bảo tàng Lịch sử và Thiên nhiên quốc gia Bishop ở tiểu bang Hawaii quyết định đặt tên ông cho một loài cá biển nhằm tôn vinh công dân Hawaii đầu tiên đạt tới chức vụ Tổng thống Hoa Kỳ. Đó là loài cá có tên khoa học là Tosanoides flavofasciatus, thường sống dưới tầng nước sâu hơn 50m ngoài khơi vùng biển Nhật Bản. Sau đó loài sinh vật biển này đã di cư tới rạn san hô vòng Kure, thuộc Khu bảo tồn hải dương quốc gia Papahānaumokuākea từ đầu tháng 6 vừa qua, trở thành những con cá Tosanoides flavofasciatus đầu tiên được phát hiện bên ngoài lãnh hải nước Nhật.. Loại ký sinh trùng mới có tên Baracktrema obamai, một sinh vật mảnh như sợi tóc, loại giun dẹp nhỏ sống trong máu của loài rùa. Baracktrema obamai có họ hàng xa với một loại ký sinh trùng gây ra dịch bệnh rất nguy hiểm ở con người. Tuy nhiên, chúng vô hại đối với loài rùa.

### Tác phẩm được trích dẫn
- Jacobs, Sally H. (2011). The Other Barack: The Bold and Reckless Life of President Obama's Father. New York: PublicAffairs. ISBN 978-1-58648-793-5.
- Maraniss, David (2012). Barack Obama: The Story. New York: Simon & Schuster. ISBN 978-1-4391-6040-4.
- Mendell, David (2007). Obama: From Promise to Power. New York: Amistad/HarperCollins. ISBN 978-0-06-085820-9.
- Obama, Barack (2004) [1st pub. 1995]. Dreams from My Father: A Story of Race and Inheritance. New York: Three Rivers Press. ISBN 978-1-4000-8277-3.
- Obama, Barack (2006). The Audacity of Hope: Thoughts on Reclaiming the American Dream. New York: Crown Publishing Group. ISBN 978-0-307-23769-9.
- Scott, Janny (2011). A Singular Woman: The Untold Story of Barack Obama's Mother. New York: Riverhead Books. ISBN 978-1-59448-797-2.